# 金 (王朝)

金
大金

金（きん、拼音：Jīn、女真語： [amba-an antʃu-un]、1115年 - 1234年）は、金朝（きんちょう）ともいい、12世紀前半から13世紀前葉まで満洲（中国東北部）から中国北半にかけての地域を支配した女真（ジュシェン）族の征服王朝。
国姓は完顔氏（ワンヤン し、女真語：）。12世紀に勃興し、契丹（キタン）人王朝の遼、漢族王朝の北宋を滅ぼし、タングートの西夏を服属させ、中国南半の南宋と対峙したが、13世紀にモンゴル帝国に滅ぼされた。都は初め上京会寧府（現在の中華人民共和国黒竜江省ハルビン市）に置かれ、のち、1153年に燕京（中都大興府。現在の北京市）に遷り、13世紀に入ってモンゴル帝国の攻勢を受けると、最終的には南京開封府（現在の河南省開封市）を首都とした。

## 歴史

### 遼支配下の女真人
金を建国する前の女真（ジュシェン）は、満洲（マンチュリア）の地域すなわち、現在の遼寧省、吉林省、黒龍江省、ロシア連邦の沿海州（外満洲）という広い地域に住んでいた。ジュシェンはツングース系民族に属している。紀元前2世紀頃からの夫余、紀元前1世紀頃に貊族によって建てられた高句麗、紀元後5世紀頃から一定の勢力を有していた勿吉や靺鞨、そして粟末靺鞨に高句麗遺民を加えて7世紀末葉に建国された「海東の盛国」渤海は、いずれもツングース系の集団とみられ、狩猟や牧畜を主な生業としながらも、比較的早い段階から農耕を取り入れていた。
「女真」は本来、靺鞨五部のうちの「黒水部」と称された集団の一部族の自称であるといわれている。渤海国が926年にモンゴル系契丹（キタン）人によって滅ぼされると、遼の太祖耶律阿保機の長男の耶律突欲は渤海国の領域を受け継いだ東丹国の王となったが、彼は父の太祖の死後故郷に戻り、東丹の官庁や人民を東平（現在の遼陽市）に移したため、旧渤海領は支配者不在の状態となった。そこで黒竜江（アムール川）の下流にいた黒水靺鞨の人びとが南下し、やがて各地に住み着いた。遼の時代、女真人たちは松花江・豆満江流域、朝鮮半島北部の咸鏡南道・咸鏡北道方面に居住域を広げ、遼や高麗に朝貢し、「黒水女真」や「東女真」などと称されていた。女真人は、農耕・牧畜・狩猟・採集・漁撈などに従事し、中国内地との間で朝鮮人参（オタネニンジン）やクロテンなど獣の毛皮を交易していた。また、宋の人びとが珍重した「北珠」と称する真珠の産地でもあった。馬や金の産地でもあって、これらの品は高麗や契丹とも交易されて、武器や軍事物資などを得た。契丹人王朝の支配が中国東北部におよぶと、女真族は、ツングース本来の漁撈や農耕、養豚、狩猟を生業としていた生女真（生女直）と、遼にしたがっていた熟女真（係遼籍女真）に大別された。
生女真に属していた完顔（ワンヤン）氏は、現在の黒竜江省の松花江（スンガリ川）の支流アシュ川（按出虎水）流域に生活し、キタン人国家の遼に服属していたが、キタン人支配者たちは奢侈的な生活にふけり、女真に対して過酷な搾取を行った。遼は、南方の宋と交易するのみならず、ウイグルを通して西域とも交易し、西域の奢侈品を輸入していたが、遼の支配域にはこれといった産品がなく、宋から歳幣として銀と絹を受け取っていたものの、多くは宋の産品を購入するために消費されていた。聖宗、興宗、道宗3代の黄金時代の後を受けたキタン最後の皇帝、天祚帝耶律阿果は、華美な中国の文物を愛好して狩猟に熱をあげ、深酒をするようになり、その政治はしだいに放漫なものとなっていた。キタンはもともと、女真族の住む東北地方の経営には必ずしも積極的ではなかったが、毎年、狩猟に用いるための松花江下流域に使臣を派遣しており、この使者たちの横暴なふるまいは女真の人びとを怒らせた。使臣たちは海東青を求める名目でジュシェンの人びとに黄金を献上させ、またジュシェンの婦人たちに暴行を加えることもしばしばあったという。
完顔氏より出た劾里鉢（ヘリンボ）には烏雅束（ウヤス）、阿骨打（アクダ）、呉乞買（ウキマイ）らの子があった。ヘリンボ死後、首長権は頗剌淑（ポラシェ）、盈歌（インコ）、烏雅束（ウヤス）と移り、ウヤスは生女真諸部を統合した。ウヤスが死去してのちは、弟の阿骨打（アクダ）が首長の地位を継承し、節度使の称号を得ていた。

### 金の建国と華北進出
約200年におよび遼の圧政下にあった女真人であったが、完顔阿骨打は1113年、熟女真を臣伏させて遼に対して反乱を起こし、1114年の寧江の戦いで勝利して勢力を伸ばした。1115年には遼から独立して按出虎（アルチュフ）水の河畔で即位し、「大金」を国号とし、「収国」の元号を定めた。最初の首都となった会寧（上京会寧府）は按出虎水の河畔にあり、現在のハルビン市阿城区にあたる。『金史』（1345年成立）によれば、アクダは、遼に対する対抗心をあらわにしている。
アクダの軍が、キタンの熟女真支配の拠点に遠征し、アクダ軍の大勝利に終わった。1116年、アクダ率いるジュシェン軍は、東京遼陽府（現在の遼寧省遼陽市）も陥落させて遼東地方を支配下に収めた。遼の権威は地に墜ちた。一方、アクダの快進撃の報に接した宋王朝も金王朝に接近し、1118年、宋と金で遼を挟み撃ちにすることをもちかけた。
キタンとの講和交渉が進まないなか、金は宋の提案に乗ることとし、1120年に北宋との間で「海上の盟」と称される盟約を結んだ。条件は、従来キタン国家の遼に支払ってきた歳幣（絹30万匹、銀20万両）をジュシェン国家の金にまわすこと、金は戦闘において万里の長城よりも南に越えないこと、金・宋同盟が成ったのちは金・遼講和を進めないことの3つであった。さらに宋側から追加された条件は燕雲十六州に関してであった。それは、燕京（現在の北京市）については宋が攻めるが、雲州（西京。現在の山西省大同市）の攻撃は金が担当すること、ただし、占領後は宋に引き渡してほしいというものであった。アクダは、あまりに身勝手な宋の申し出に反駁し、宋もそれに答えられない状況が続いたが、結局は約束通り、雲州を制圧して天祚帝耶律阿果を陰山山脈方面に敗走させた。一方の宋は南方で方臘の乱が起こったため、燕京攻撃のために用意した軍の一部をこれに派した。しかも宋は、キタン最後の砦としてのこした耶律淳らの守る守備軍に敗北を喫したため、当初提示した条件を自ら破って金に援軍を要請した。結局、金が燕京を落として宋に割譲し、代償として大量の銭と糧食を得ることとなった。しかし、宋朝は歳幣を支払わない。なお、『金史』によれば、この間、太祖アクダは同族の完顔希尹や完顔葉魯らにジュシェン語をあらわす文字の創成を命じ、彼らは1119年（天輔3年）8月、契丹文字や漢字を参考にして女真文字（「女真大字」）を完成させたという。
阿骨打（アクダ）は1123年に死去するが、弟の太宗呉乞買（ウキマイ）が後を継いで遼との戦いを続け、1125年に逃れていた皇帝天祚帝を捕らえ、遼を完全に滅ぼして内モンゴルを支配した。降伏した天祚帝はジュシェン民族の聖なる山、長白山（朝鮮名、白頭山）の麓に送られた。太宗ウキマイは1125年9月、宋への侵攻を開始し、アクダの子の斡離不（オリブ、完顔宗望）は河北方面から、撒改の子の粘没喝（ネメガ、完顔宗翰）は山西方面から宋に侵入して華北一帯を席巻、1126年正月には宋の首都の開封を包囲した。宋朝廷では和戦両様で方針の定まらない状態が続き、結果としては金は莫大な賠償を獲得して和議を結び、金は北方に引き揚げた。宋では徽宗がおびえて退位し、子の欽宗が新たに即位した。しかし、金軍が撤退すると宋は再び背信し、雲州方面に金への反抗を命ずるなど攪乱を画策して和約を破ったので、1127年に金軍は再び南下して開封を陥落させて占領し、欽宗を北方に連行して北宋を滅ぼした。このたびは、ウキマイの宋を廃する決意が固く、宋に対して天文学的な軍事賠償を要求し、また上皇・皇帝を人質として差し出すことを命じ、賠償が十分に払われないとみるや兵に開封の略奪を命じた。北宋滅亡に至る、1125年9月から1127年3月までの一連の事件を靖康の変と称する。靖康の変では、欽宗のみならず上皇となっていた徽宗、および多くの皇族や官僚、妃や公主たちを含め3,000人を連行し、燕京やジュシェンの故郷である東北部に連れ去った。

初代アクダ・2代ウキマイ期 関連画像
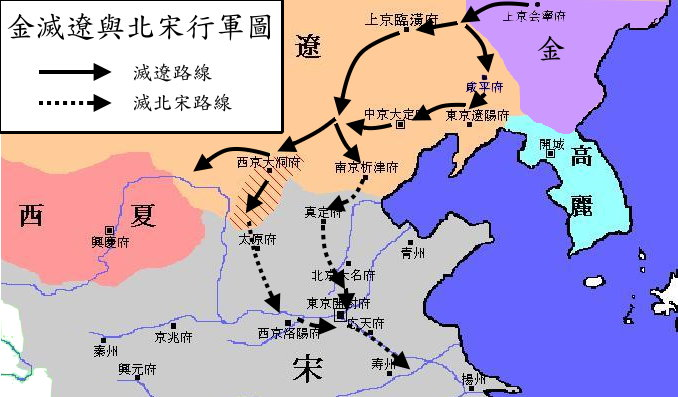
建国期の金とその進路
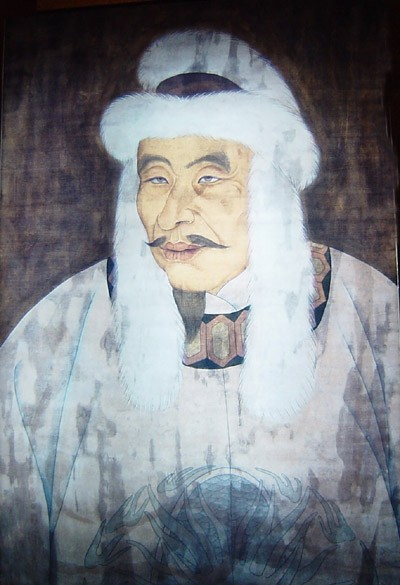
金朝を建てたアクダ（阿骨打）
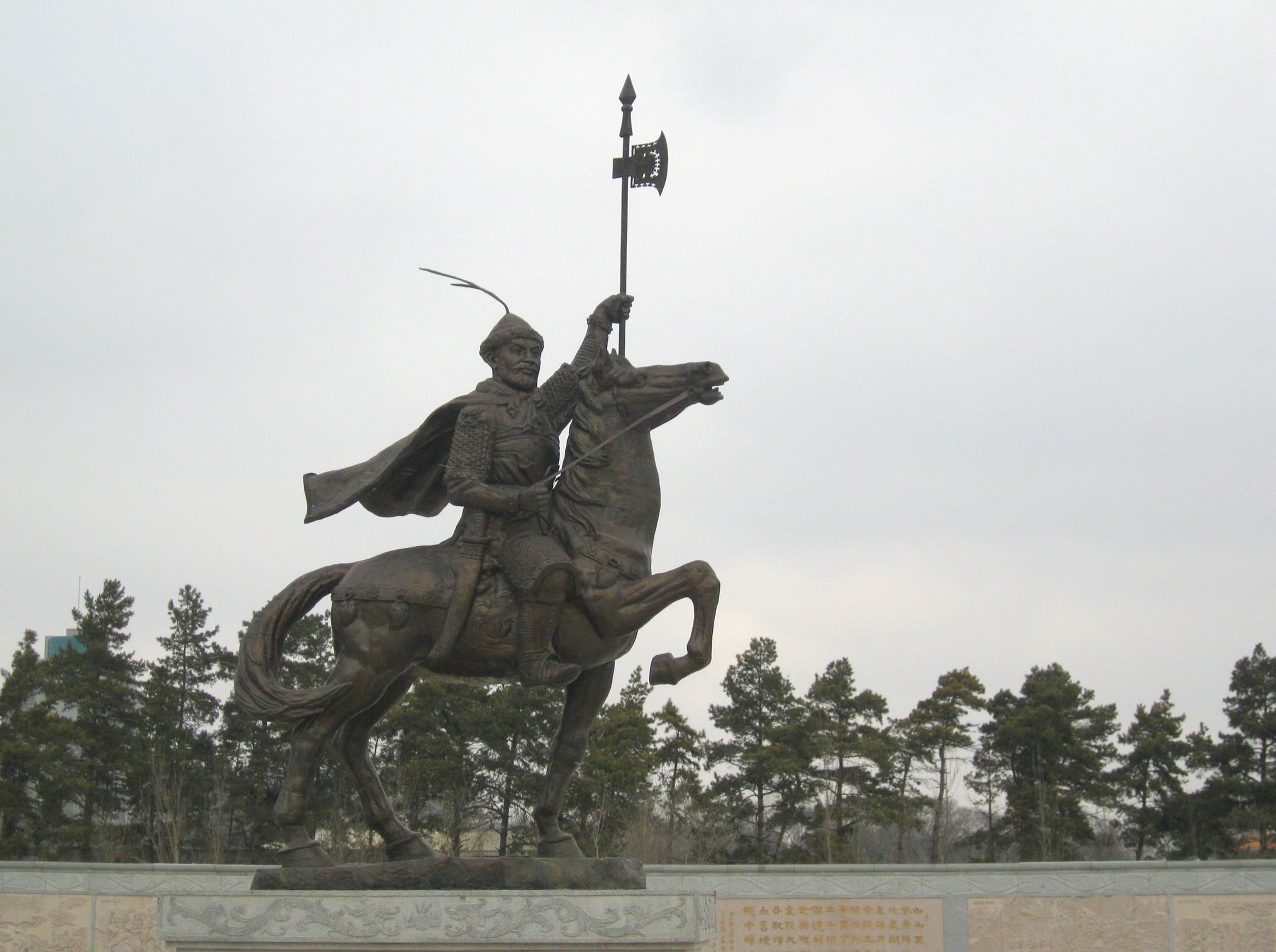
金朝初代アクダの銅像（ハルビン市の金上京歴史博物館（中国語版））
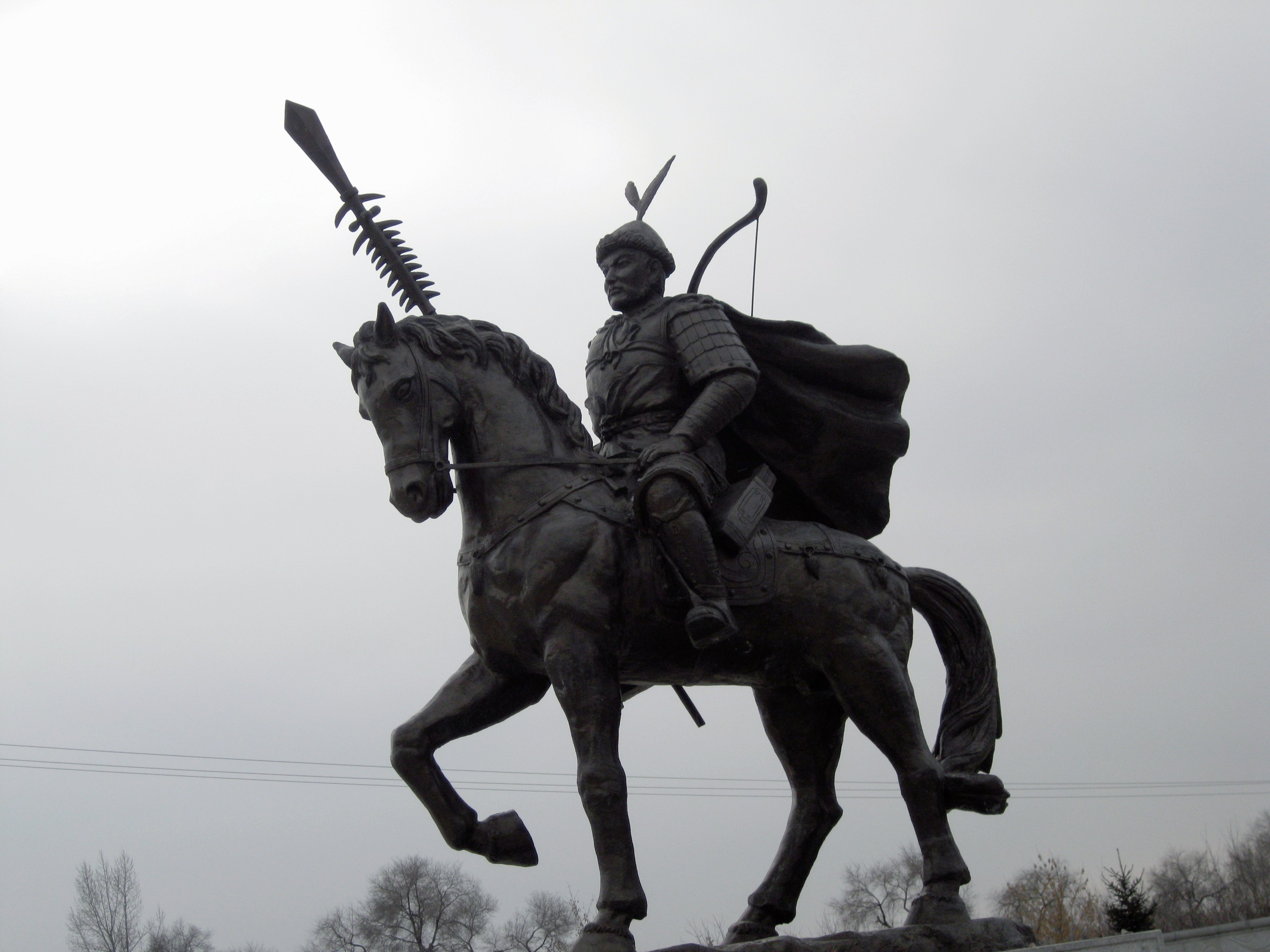
金朝第2代皇帝ウキマイ（呉乞買）の銅像（金上京歴史博物館）
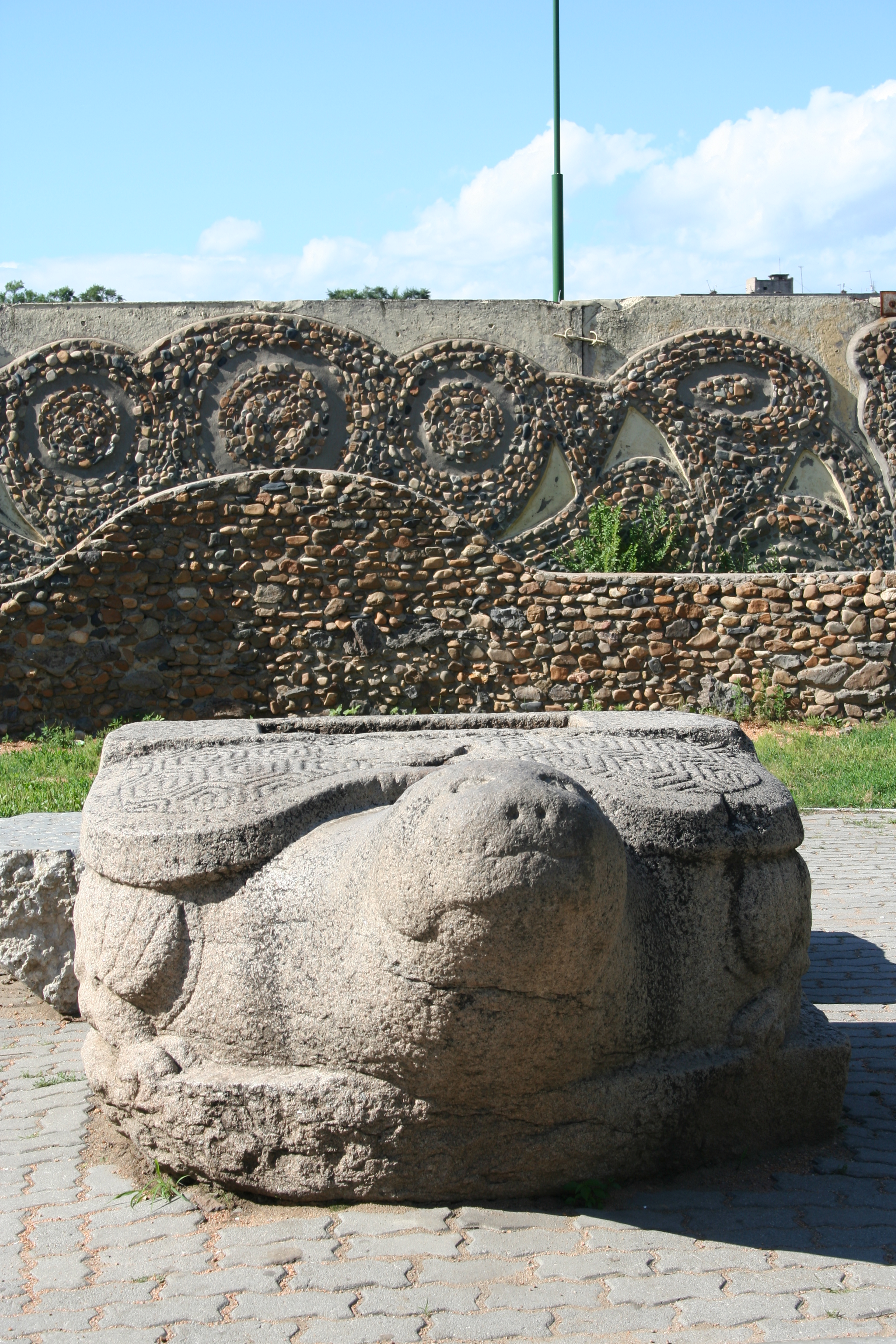
ウスリースクの公園にある亀の形をした石（亀趺）。12世紀にこの地を支配した女真首長墓で、石碑が上にあった。
女真文字による六字大明呪

### 華北支配へ
破竹の勢いの金の強さは、時の勢いもおおいに手伝っているが、後述する勃極烈（ボギレ）制や猛安・謀克（ミンガン・ムクン）制によるところも大きかった。しかし、北宋を滅ぼした金の中国への急速な拡大は金の軍事的な限界点を示し、統治の面でも慣れない漢民族支配に自信が持てない状況にあった。そこで太宗ウキマイが採った方法は、過度の負担を避けるため、華北に漢人による傀儡国家を樹立させて宋の残存勢力との間の緩衝体にすることであった。ウキマイは1127年3月、宋の宰相であった張邦昌を皇帝にすえ、国号を楚とさせて、名目上の首都を金陵（現在の南京）とした。しかし張邦昌は、その4月、金軍が引き上げるとすぐに退位を宣言し、欽宗の弟の康王（趙構）を皇帝位につける運動を主導した。南に逃れた康王は、江南の北宋残存勢力を糾合して南京応天府（河南省商丘市）で高宗として皇帝に即位し、宋王朝を復活させた。金は南宋懲罰軍による再度の南征を開始し（宋金戦争）、淮河の線まで南下して岳飛らが率いる義勇軍と戦い、明州（寧波）まで南宋皇帝を追跡して引き揚げた。
1130年、金の左副元帥であったネメガは南宋の力を弱めるため、河南、山東以南の地に宋の済南府知府（地方知事）であった劉豫を皇帝に立て、開封を都として斉を樹立し、今度は安定した傀儡国家を作ることに成功した。同年、宋の官僚秦檜が捕虜となっていた金から南宋に帰国し、金との和平推進を唱えて実権を握った。一方、金は徽宗や欽宗を黒竜江省依蘭県まで移送し、宋人の反抗・奪還の芽をつぶした。斉国は金の傀儡政権として南宋に対峙していたが、1137年には廃された。
金と南宋双方での和平派と戦争継続派の勢力交代の末、和約が金に不利な内容だったため、1142年にあらためて両国の間で結ばれた（紹興の和議）。この和約は、両国は大散関（陝西省）と淮河を結ぶ線を以て国の境とし、宋は金に対して臣下の礼をとり、歳貢として銀25万両、絹25万匹を毎年支払うことを定めるなど、金にとって圧倒的に優位な内容であった。金は、四海の君としての名義を得た。ただ、金が支配する華北の地は、ジュシェン（女真）人が大量に移住したとはいえ、なおも圧倒的に漢人が多く住む世界であった。
1135年に第3代皇帝となった熙宗合剌（ホラ）の時代から、金はしだいにジュシェンの独自性は失われ、中華の風にそまっていった。漢地を直接支配することになった金朝が中国式国家体制を採用したのは、それが便利だったためであったが、しかし、中国式の独裁体制を布くにはジュシェンの上層部にあっては皇族の力が強大にすぎた。熙宗は、宗室最有力者のネメガを兵権から切り離し、斉国を廃止した。官僚制度は三省を中核にして整備され、皇帝の尊厳を高める擬制や禁衛の組織が整備され、皇統制条が発布された。猛安・謀克の制度は女真人のみに限定して強化し、かれらを華北に移住させた。華北の漢人たちは州県制のもとで一元的に支配した。

### 漢化の進展とその抑制
熙宗は治世の中頃から精神を病み、皇族を弾圧して大量の殺戮をあえておこない、自らの求心力を高めようとしたが、その結果、人心は不安定さを増し、熙宗自身も人望を失った。1149年、熙宗の従弟にあたる迪古乃（テクナイ）は宗室の者とはかり、皇帝を殺害して帝位を簒奪し、海陵王となった。海陵王は、宗室や有力者を大量に殺して独裁権を確立し、また、1153年には、都を会寧から燕京（中都大興府）に遷都して中華風の国家に改造した。身内を信じられなくなった海陵王はさかんに漢人官僚を登用した。それまで北選（遼制）・南選（宋制）に分けてきた科挙も一本化された。
海陵王はまた、財政を顧みず中都の造成に傾注した。『金史』は、そのさまを以下のように記している。
金の中都は、遼の南京析津府を基として、その規模を拡大させたもので、『大金国志』によれば、都城の周囲は75里で、城門は12におよび、各辺に3門ずつを開き、内部の宮殿の数は36、楼閣はこの倍あるという。明代の謝肇淛は、「遼、金および元は、みな燕山（北京）に都したが、制度文物は金が最も盛んであった。今、禁中の梳粧台、瓊花島、それに小海、南海などは、みな金の物である」と述べている。
1161年、海陵王はこの時代の征服者として初めて中国（天下）の再統一を企図し、南宋を滅ぼすために南征の軍を起こした。海陵王は皇族や重臣たちの忠告も無視し、20年来の平和条約をも破って南征軍を組織し、従来のような陸上部隊だけではなく軍艦を建造して海軍を創設し、一方は山東半島から杭州の横を突き、他方は運河を利用して江蘇方面に南下しようという戦略を立てた。金軍は60万と号する大軍を組織し、初めは優勢であったが、慣れない水戦に苦戦し、宋軍が火砲を用いた采石磯の戦いでは手痛い敗北を喫している。その間、各地で契丹の反乱が勃発した。海陵王はその知らせを聞いても宋征服に固執したが、海陵王の恐怖政治をきらったジュシェンの有力者たちが東京（遼陽府）にいた皇族で彼の従弟にあたる烏禄（ウル）を擁立し、人々は雪崩を打ってウルに味方した。ウルが金の皇帝世宗として東京遼陽府で即位し、海陵王は軍中で部下に殺害された。なお、海陵王の南宋攻略に際しては戦費調達のために交鈔が初めて紙幣として発行された。
世宗は海陵王の死後に北進してきた南宋軍を撃破し、1164年に乾道の和約を結んだ。その内容は、従来の君臣関係を叔姪関係へと緩和し、歳貢を歳幣と呼び換え、25万両ずつの銀・絹をそれぞれ20万両に減額するというものであった。その一方でキタン人の反乱を速やかに収めて国内を安定させた。さらに世宗は海陵王の遠征で大きく損なわれた財政の再建をめざし、増税をおこない官吏を削減した。南宋でも、同じ時期、名君とされる孝宗が立ち、その後40年にわたって両国の間では平和が保たれ、金朝にあっては繁栄と安定の時代をむかえたといわれる。
平和が長引き、女真（ジュシェン）の気風が形骸化すると、女真族と非女真族（キタン族を含む）との割合は当初は1:6程度、漢人の人口増でそれが1割弱にまで拡大したので、女真の軍事力の弱体化が問題となってきた。世宗もまた1162年に燕京を都を定めたが、ジュシェンの民は中華の華美な風俗に染まり、固有の文化を忘れ、漢化の進行はいっそう顕著になっていった。また、京師や地方に女真文字・女真語を用いた学校をつくり、1171年には女真進士科をつくって女真語による科挙もおこない、女真人が女真人を教育する仕組みをつくりあげた。さらに、四書五経などの漢文献の女真文字への翻訳事業も行った。
女真人・女真文化保護のための諸政策が展開されたにもかかわらず、かれらの経済的な没落は著しかった。ジュシェン人貧窮化の原因としては、海陵王時代の外征の徴発、猛安・謀克戸間相互の階層分化、給与された農地の土地生産性の低さなどが挙げられる。ジュシェン人は華北移住の初期には相応の田畑をあたえられたが、彼らのなかには、その土地を漢族農民に小作させ、小作料に依存して徒食することが多くなり、宴楽にふけって貧窮化し、最終的に農奴に成り下がる者もあった。また、農耕技術はもとより商業・交易においては漢人の才覚がすぐれ、人口も多かったので、ジュシェンの固有性を維持していくことは難しかった。金の税制の基本は北宋のそれを踏襲して両税法であったが、世宗は財政難を克服するため、「物力銭」という一種の財産税を設け、「通検推排」と称する財産調査を行って猛安・謀克戸を除く全戸に課税した。これは財政再建には大きな役割を果たす一方、不満も多かった。また、旧来の官有地を漢人が私有地のように用いている土地、税を負担していない土地、富裕な女真人が不当に所有している広大な土地などを没収し、貧しい女真人に分与しようとした。しかし、この再分配政策は、漢人からは先祖伝来の土地が奪われたと受け止められて、かえって女真人・漢人の間に軋轢を生み、その効果も薄かった。
世宗の時代は後世「大定の治」と称され、彼自身は「小堯舜」と称えられた。しかし、一方では、重税や社会的な引締めによって民衆生活は圧迫され、この頃から金末の衰亡に繋がる反乱が頻発するようになったという指摘もある。

4代海陵王・5代世宗期 関連画像
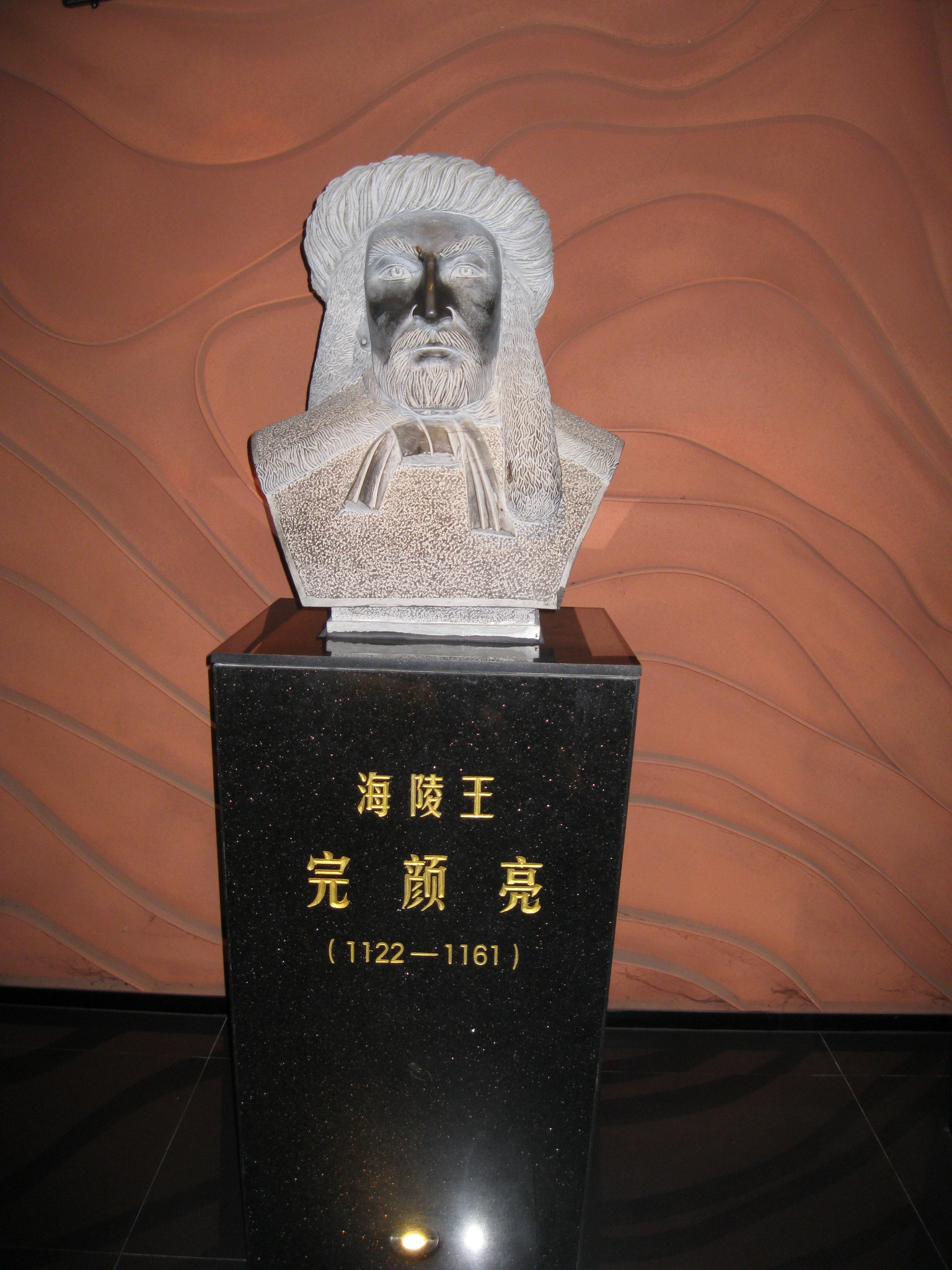
海陵王（金上京歴史博物館）
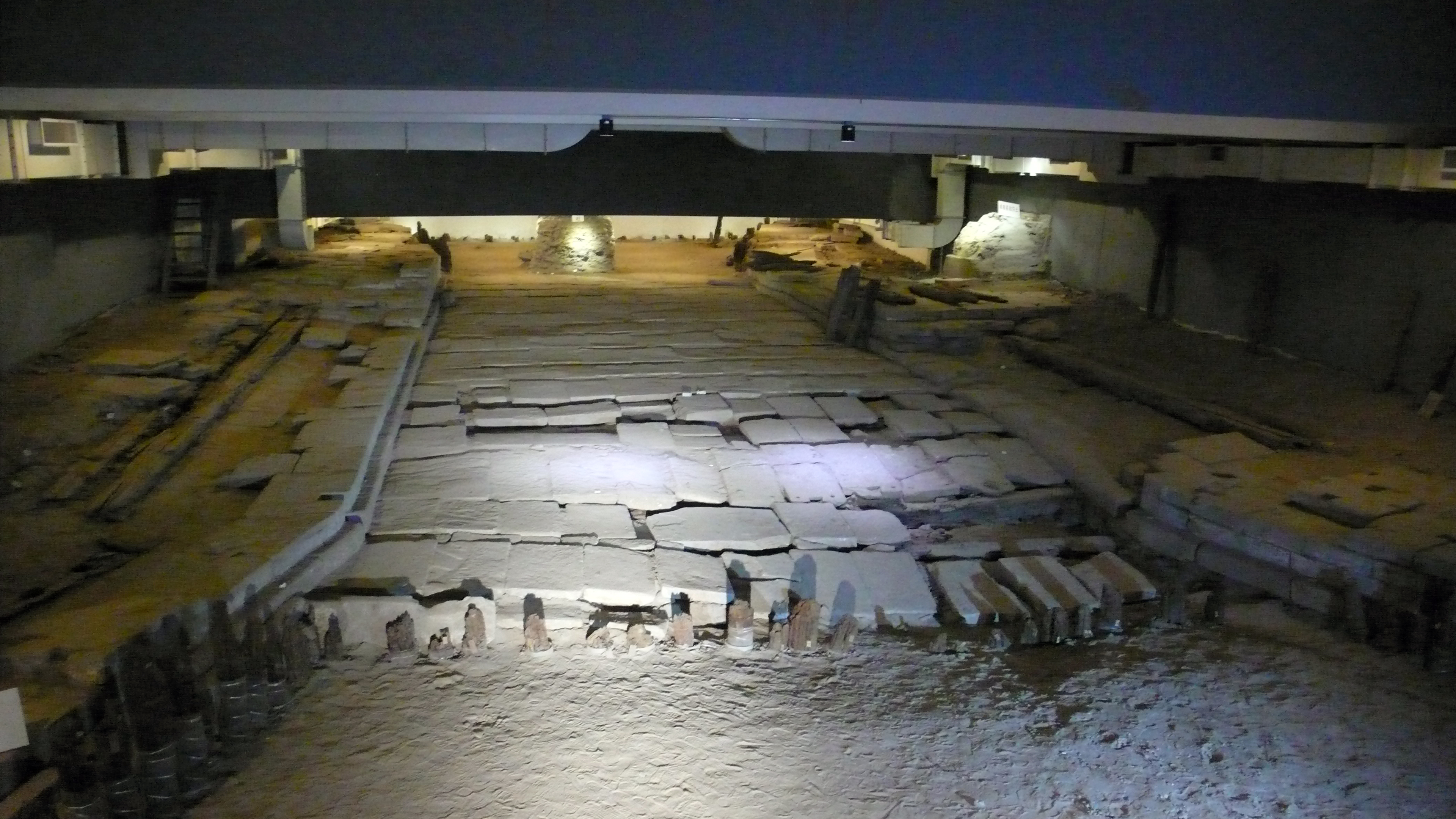
金の中都（北京）の水利施設遺構
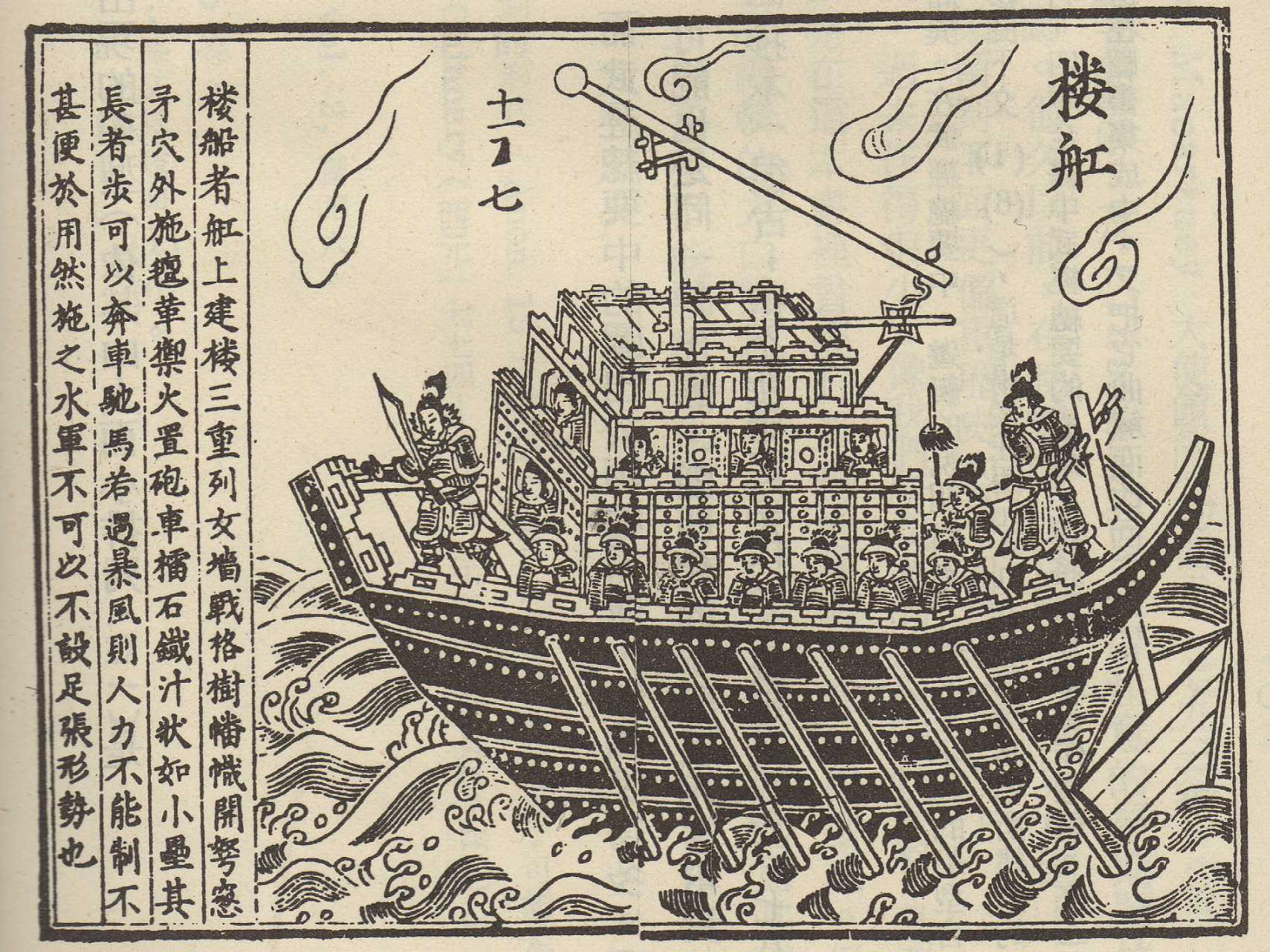
采石磯の戦い（1161年）で活躍した弾薬投石機搭載の宋の軍艦
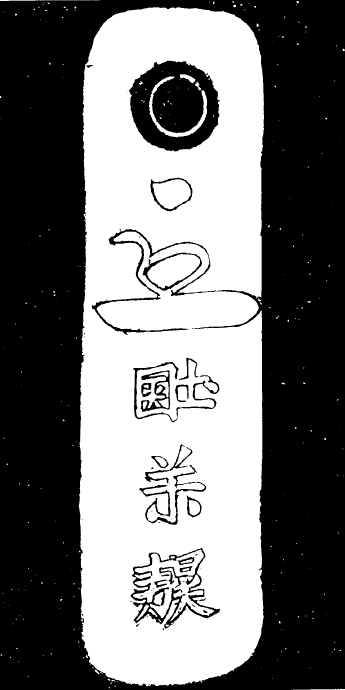
ナホトカ出土の金朝猛克の銀牌。3文字の女真文字で「gurun ni hadaun」(国の信用）とある。

### 金王朝の衰退

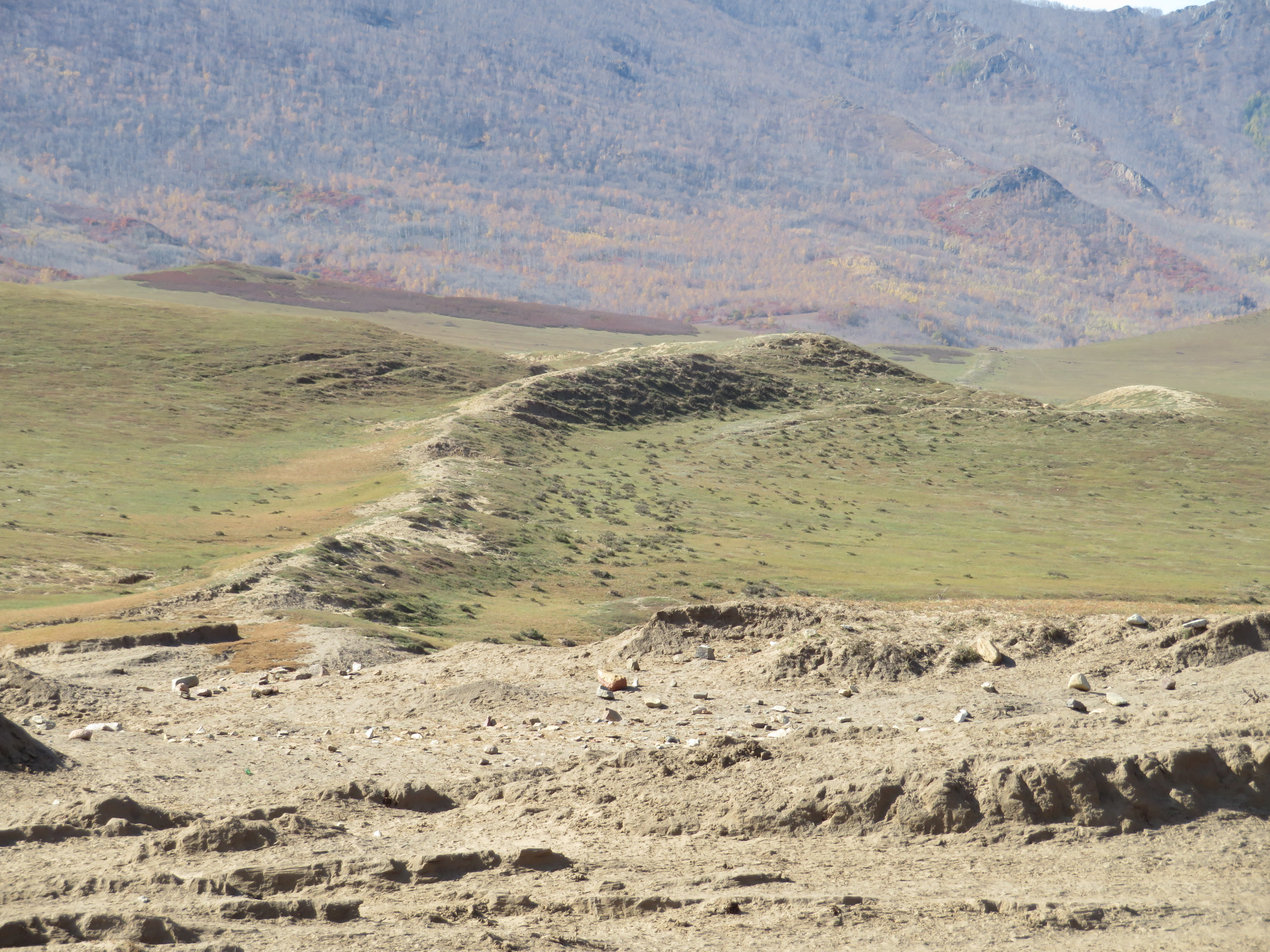
金の界壕。外壕・主壁・内壕・側壁という構造をなし、壕自体は太宗ウキマイの時代にさかのぼる。壁（土塁）の造成は1190年代より始まった。

世宗の皇太孫であった麻達葛（マダガ）が第6代章宗として即位した1189年頃から、モンゴル民族の北からの侵入が活発化しはじめた。章宗は、即位のときの曲折を遺恨に感じ、自身の権力を脅かしそうな皇族を粛清した。文化面では、章宗自身が北宋の徽宗のような金朝随一の文人皇帝で、絵画・書の作品を残した。章宗は豪奢な生活を好み、官吏の数も世宗時代の3倍に増やした。一方、もともと金の北方防衛を任されていたはずのキタン人、テュルク人、タングート人、モンゴル人などが金の統制を離れはじめ、その防禦のために金の財政は圧迫されるようになった。章宗は10年にわたって「界壕」と称される土塁をチチハルの北からフフホトの北まで延々と築いたが、これは北方遊牧民に脅威をいだいて草原に造られた新たな長城であり、もはや、心理的には従来の漢族王朝と変わるところがなかった。「界壕」建設に加え、1194年には黄河の大決壊が生じ、金はいっそう経済的苦境に立たされた。モンゴル高原では部族勢力の動きが活発化してタタル部やキタンの反乱が激しくなり、金は鎮圧に際してケレイトのトオリルやモンゴルのテムジンの助けを借りた。
章宗は、皇統制条を改めて泰和律令を定め、礼制・法典・格式をはじめとして科挙・官制などの体制整備や常平倉の設置などの改革を行って中国王朝としての姿を完成させた。この時期の金朝の政治を「明昌の治」と称することもある。また、海陵王時代以来発行してきた交鈔は世宗時代には順調に流通していたが、ここにおいて財政の窮乏を切り抜けるために大量の交鈔を発行せざるをえなくなり、それではインフレーションを招いて交鈔の信用失墜を招きかねないので、章宗は当時定められていた通用期限を撤廃し、いつでも通用することで信用のある紙幣にしようとした。しかし、発行額の増大は交鈔流通の停滞と銀の貨幣使用が広がるという結果をもたらした。
金の疲弊に乗じようと考えた南宋の宰相韓侂冑は、これを好機として1205年に戦端を開き、金に攻め込んだが逆に撃退され、金は国境線である淮河を越えて長江のラインにまで迫る勢いを示した。予想外の展開に南宋政府はあわて、財政難だったのは南宋も同じであったところから、金と南宋は韓侂冑の首と引き換えに和約を結んだ（開禧用兵）。和約では、1142年の国境線にもどり、金・宋の関係が叔姪の関係から伯姪の関係となり、宋から金への歳幣は1142年の取り決めより銀・絹5万ずつ増額された。一方、ウルジャ河の戦いでケレイトやモンゴルと連合したことは、結果的に彼らの勢力を伸張させることとなり、モンゴルでのテムジンの高原統一を間接的に促す結果となった。1206年、テムジンはチンギス・カンと称し、モンゴル帝国が成立した。
1208年、「風流天子」にして恐怖の専制君主であった章宗が41歳の若さで急逝した。猜疑心の強い章宗が心を許したのが叔父にあたる果繩（ガジェン）であった。章宗は、金帝国をまとめるカリスマ性を有していたが、章宗がガジェンを好んだのは、その暗愚さゆえともいわれている。結局、ガジェンが7代衛紹王として即位すると、チンギス・カンは彼に対する朝貢を拒否して金と断交し、1211年に自らモンゴル軍を指揮して金領に侵攻した（第一次蒙金戦争）。衛紹王の治世においては、中央権力の空洞化が進んでいて、これに対応することができなかった。内モンゴルにいた契丹人を服属させたモンゴル軍は野狐嶺の戦いで金の大軍を破って長城を突破し、河北・山東をも攻略して、2年あまりにわたって金の国土を蹂躙した。1212年には遼の皇統を継ぐキタン人の耶律留哥が、自ら「遼王」と称して反乱を起こし、現在の吉林省から遼寧省にかけて支配地を広げ、モンゴルの配下に入った（東遼）。敗北を重ねた金では、1213年に首都の中都でクーデターが起こって女真人の将軍の胡沙虎（クシャク）によって衛紹王が殺され、胡沙虎は章宗の庶兄であった吾睹補（ウトゥプ）を立てて権力を握ったが、胡沙虎自身は2カ月後、別の女真人の武将の高琪により殺された。

6代章宗・7代衛紹王期 関連画像
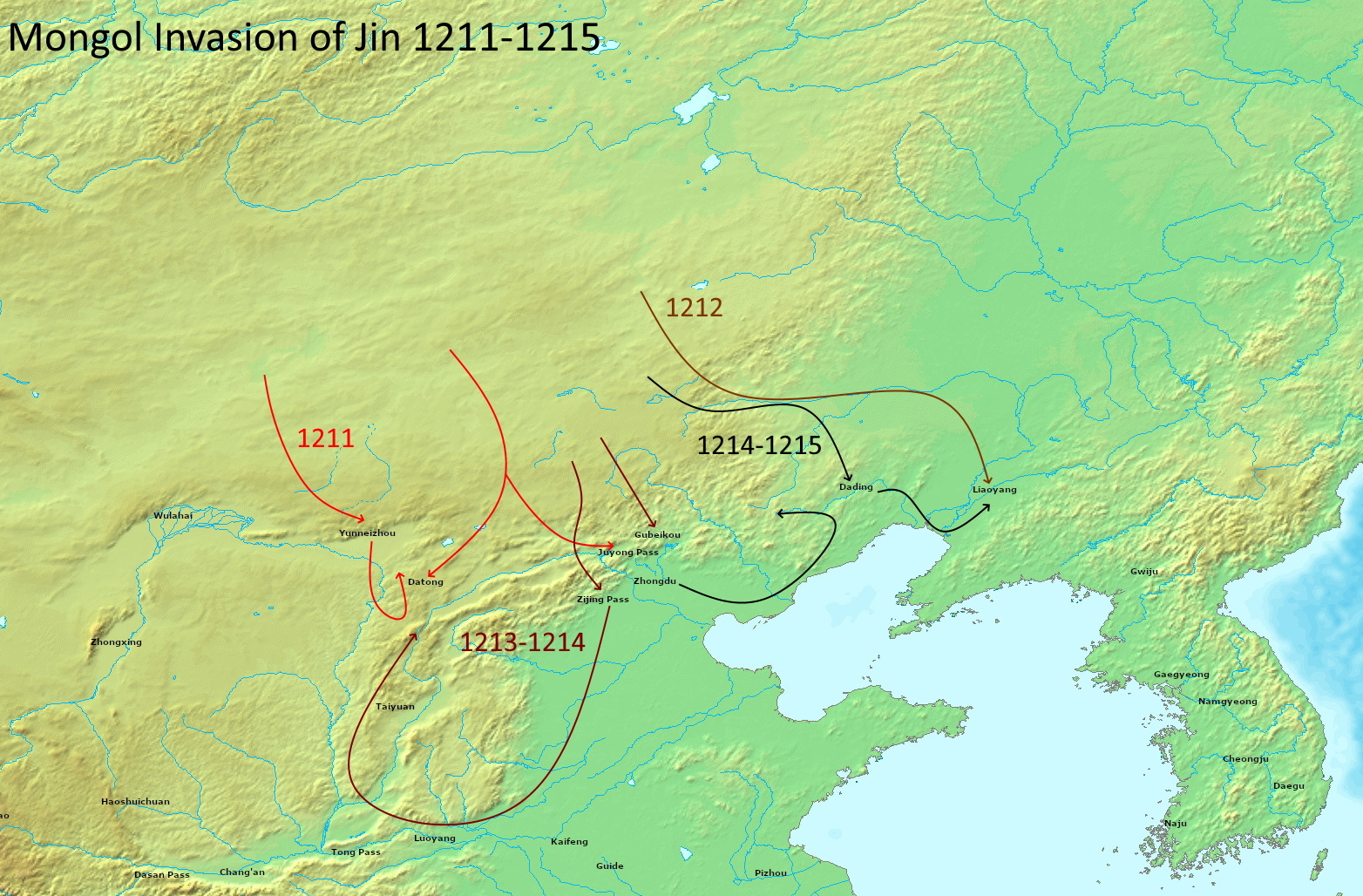
モンゴルの華北侵入経路（1211－1215）
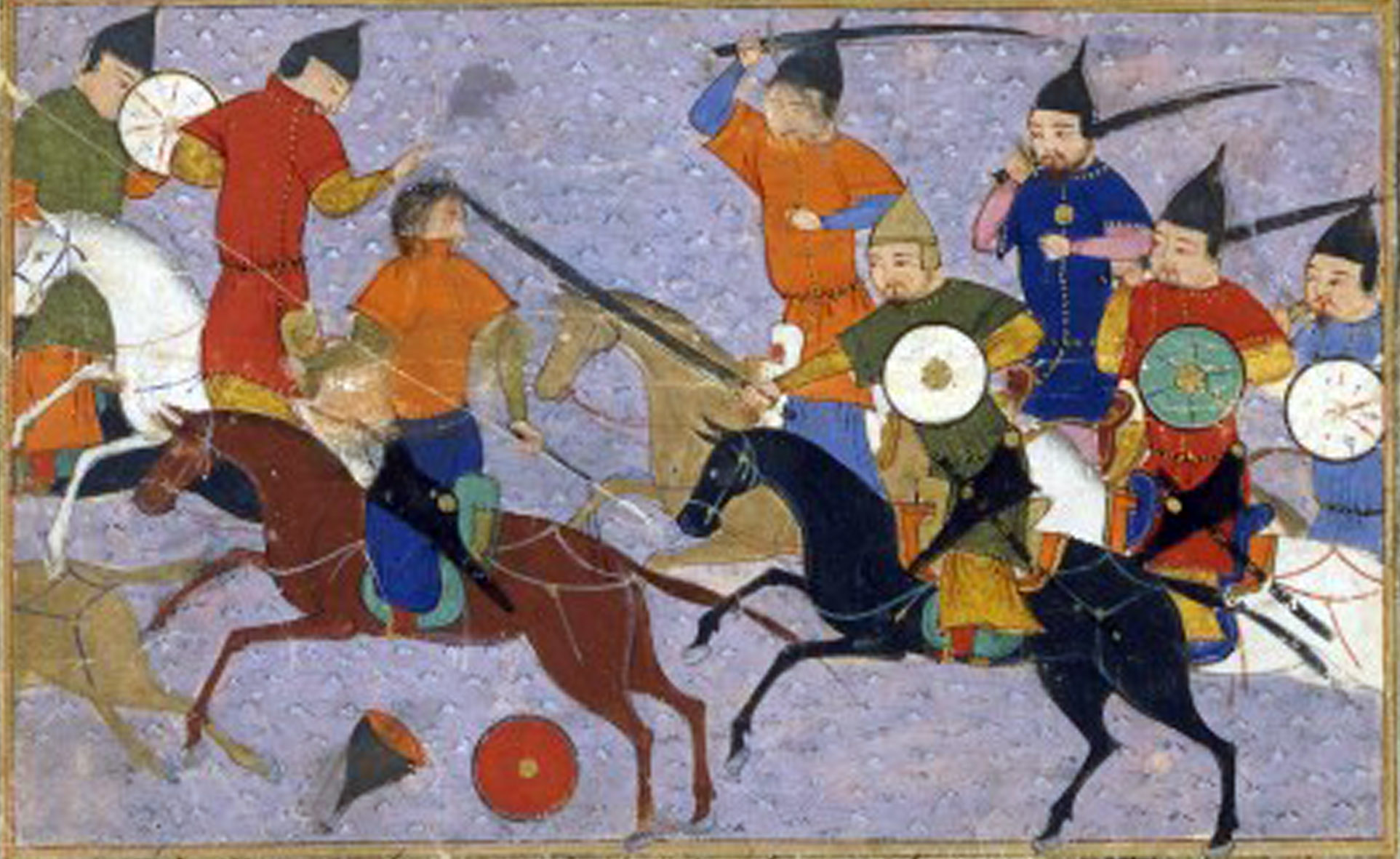
1211年の野狐嶺の戦いでの金軍とモンゴル軍
チンギス・カン在世中の諸遠征

### 金の滅亡

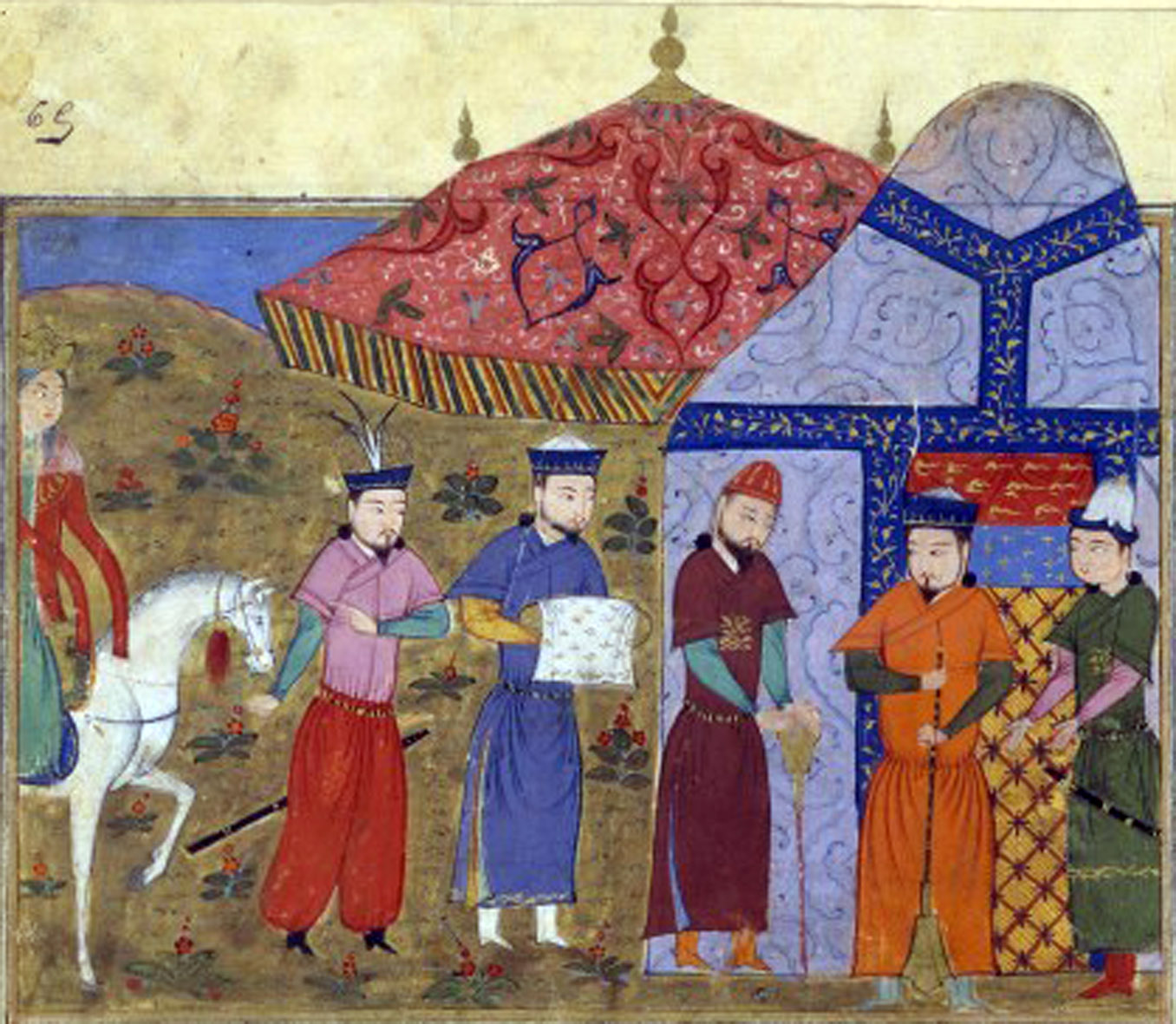
1214年4月、金朝の宣宗とチンギス・カンの講和によりモンゴルに嫁いだ岐国公主（画面左の馬上の人物）

ウトゥプが8代皇帝宣宗として即位すると、徒単鎰らはこれを補佐し、主戦派が力を失ったのち、1213年、モンゴルに対する和議に踏み切った。ここでは、モンゴルに対する君臣の関係を認めて歳貢を納めることを約束し、一族の福興（フシン）の建言を受け入れて岐国公主（衛紹王の皇女）をチンギス・カンに嫁がせた。講和によりチンギスは撤兵したが、1214年、金は中都（燕京）を捨て、北宋の旧都である河南の開封に突如、遷都を決めた（貞祐の南遷）。このとき、金の南遷に動揺したキタンの一部が燕京で反乱してモンゴルに援軍を求め、チンギスも金の南遷を誠実さを欠くものと受け止め、和約違反と責めて金に対する侵攻を再開した。将来を嘱望されていた徒単鎰は、中都に踏みとどまるのが上策、満洲の故地に退くのが中策、開封に逃れるのは下策であると論じて、宣宗の開封遷都を諫めたが、受け入れられず遷都宣言の3日前に没している。
1215年夏、半年以上モンゴル軍の包囲にさらされた末に中都の戦いで燕京が陥落し、金は故地東北を含む黄河以北の大部分を失った。チンギス・カンは、金朝に対してこのとき和平条件として「帝号」を放棄するよう要求している。黄河の南、開封を本拠にした金は河南地方で辛うじて命脈を保ったが、その後もモンゴルの南進を食い止めることができなかった。また、防戦のために多額の軍事費を必要としたため、人民の負担は増し、各地で反乱が絶えなかった。100万におよぶ猛安謀克軍が河北から河南に移ったものの、河南にはそれを養う余力がなく、漢人はジュシェン人による搾取を深く恨んだ。同じ1215年、満洲では耶律留哥の叛乱鎮圧を担当していたジュシェンの蒲鮮万奴が独立して大真国（東夏国）を建て、遼東半島の一部から吉林省、咸鏡道、沿海州南部までを支配するようになった。これにより、金の帝室は満洲に逃れることもできなくなってしまった。宣宗は高汝礪のような有能な家臣に恵まれたが、時の勢いをはね返すことはできなかった。1217年、宋は金に戦端をひらいた。1224年には戦闘もいったん収束し、講和にいたった。
宣宗の子の寧甲速（ニンキャス）が1224年、皇位を継承した（9代哀宗）。哀帝は、タングート西夏との同盟に活路を見いだそうとしたが、正大4年（1227年）に西夏が滅亡すると、金は再びモンゴル軍の攻撃目標となった。金の窮状をみてとった宋は歳幣を送ることを停止し、復讐の姿勢を示すようになり、金は南北から脅威を受けるようになった。1227年にチンギス・カンの後を継いだオゴデイは南宋と連合して金を挟撃することを提案した。モンゴルは成功のあかつきには、南宋に河南の地をあたえることを約束した。宋朝では、モンゴルと結ぶことについて一部の反対論があったものの、結局この提案に乗り、共同作戦が始まった（第二次蒙金戦争）。こうしたなか、陳和尚はモンゴル支配を避けて金に亡命してきた多民族からなる亡命者を「忠孝軍」と名付け、寡兵をもってしばしばモンゴル軍に勝利し禦侮中郎将にまで昇進した。
1232年、トルイの軍が漢水を渡って河南に入ってきた情報に、黄河の南に大軍勢を配置していた金の政府は驚愕した。すぐさま、猛安謀克軍に南方への転戦が命じられた。開封南郊の平原でトルイの軍と金軍主力が激突した。強行軍で疲弊していたトルイは三峰山麓に陣を張り、馬をおり、塹壕を掘って猛烈な寒波から身を守った。蒙金ともに余力はなかったが、雪中移動や厳冬期の用兵に慣れたモンゴル軍に一日の長があった。この三峰山の戦いで金は大敗を喫して金軍主力は壊滅、完顔合達は戦死、敗軍の将となった陳和尚は自らモンゴルの陣営に赴いて処刑された。以後は抵抗もままならず、1234年には開封攻囲戦により、首都が陥落した。哀宗は開封から脱出して帰徳に逃げ、さらに淮河上流の蔡州へと逃れるところを、モンゴル・南宋の連合軍に挟撃され、みずから首をくくって死んだ。哀宗に後続を託されていた遠縁の呼敦（ホトン、金の末帝）も即位してわずか半日後にモンゴル軍によって殺害され、ここに金は滅亡した。
モンゴル帝国によって滅ぼされた金の遺民、とりわけジュシェンの人びとがその後どうなったかについて、文献資料は多くを語らないが、幸運にも生き残った人びとは故郷のマンチュリア（中国東北部）に帰ったものと推測される。そして、古くからの住民と新しい住民も含め、東北部に住むジュシェン人はやがて元の遼陽等処行中書省という行政区画に編入されてモンゴル人の支配を受けるようになった。

8代宣宗・9代哀宗期 関連画像
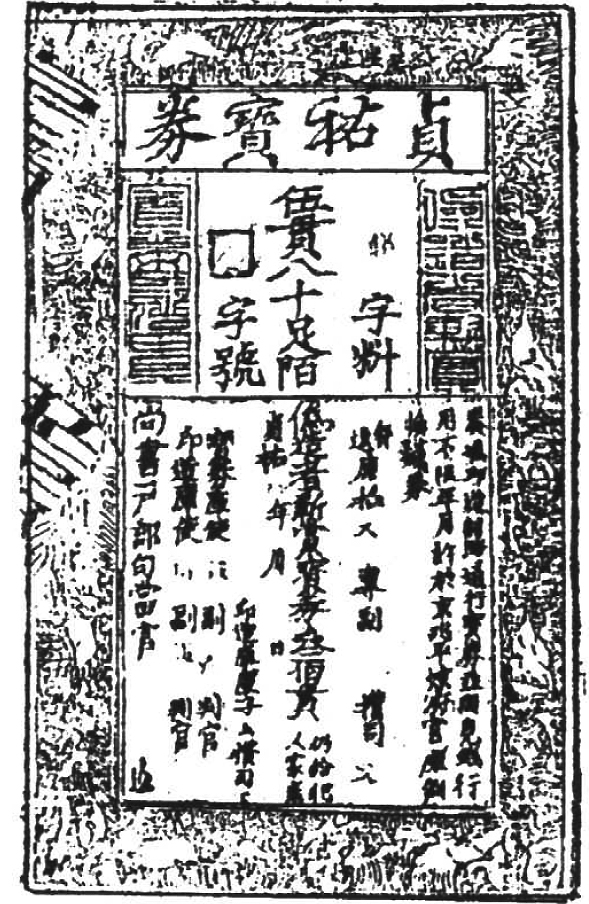
五貫宝券:金朝政府発行の交鈔（貞祐年間のもの）
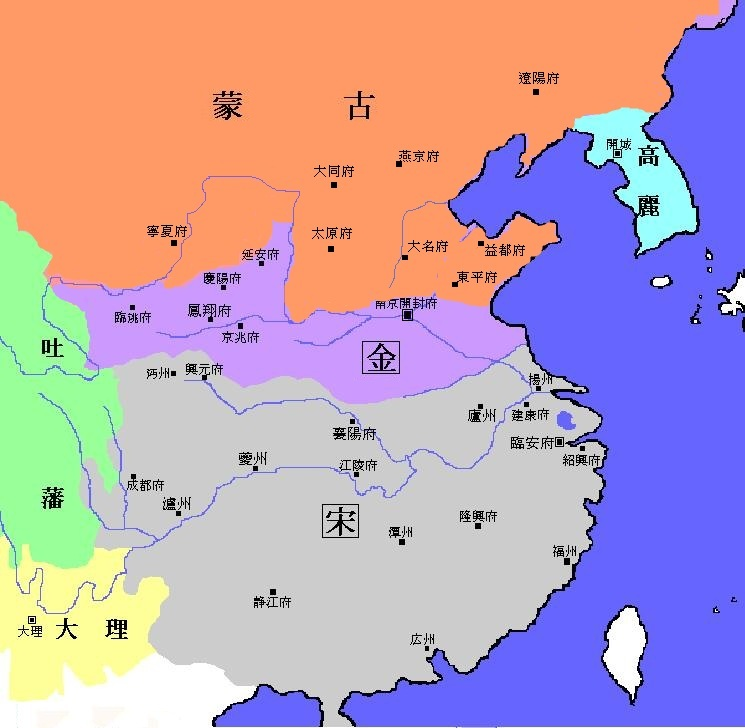
1227年の東アジア情勢
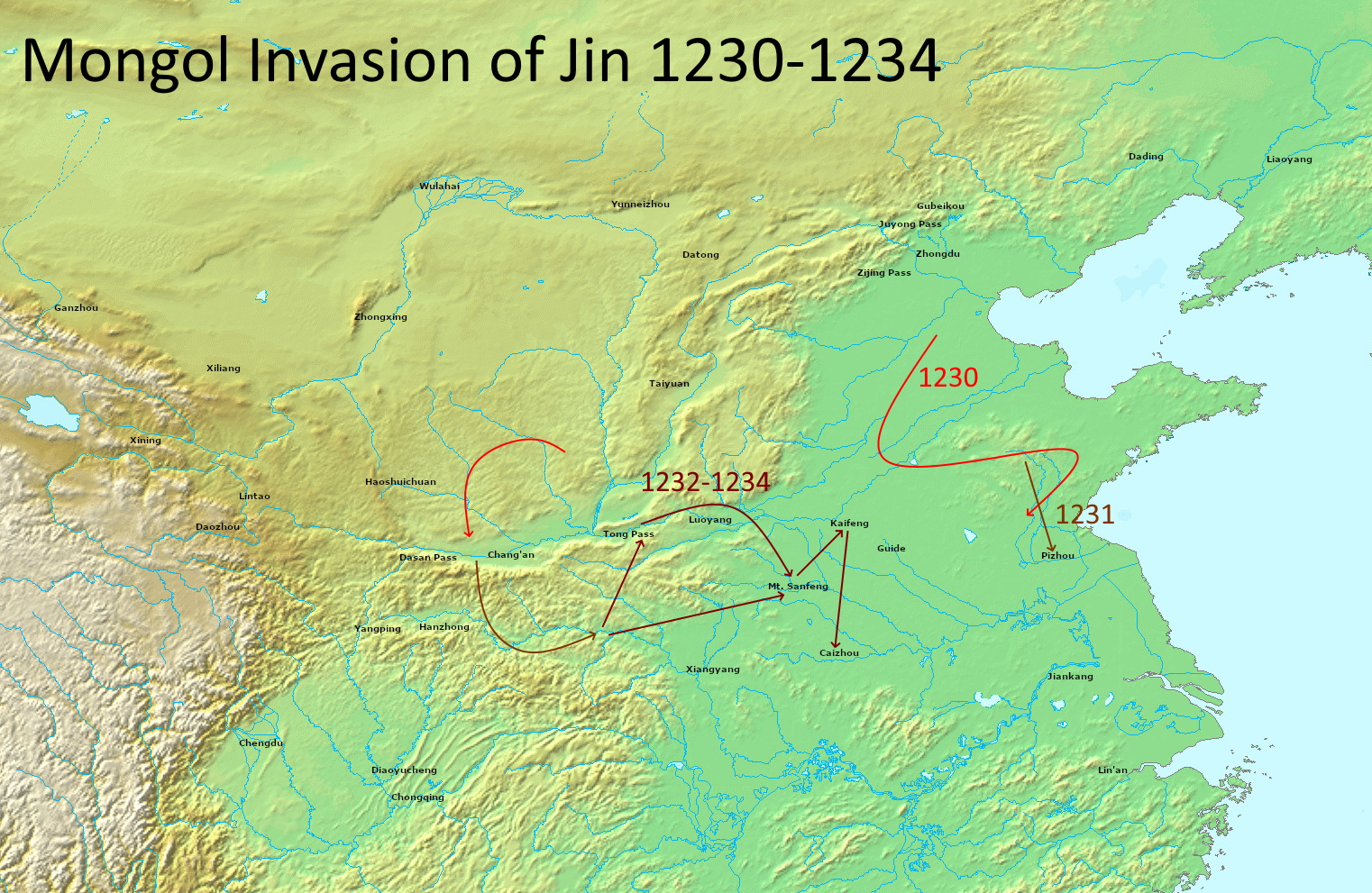
モンゴルの華北侵入経路（1230－1234）

なお、17世紀になって女真族・ジュシェン人は愛新覚羅（アイシンギョロ）氏出身のヌルハチが「金」を名乗る王朝を興したが、これは「後金」と呼ばれて区別される。後金は、1636年にホンタイジによって「清」と改称され、大帝国を築いた。これは、数百年の空白を隔てて、2度にわたって同じ民族が歴史に名を残す統一国家を樹立して中国内地を支配した、稀有な例である。

## 金の皇帝
完顔（ワンヤン）氏の祖先の世系を記した書は『金史』「世紀」であり、その巻頭には始祖以来太祖アクダがある。うち、始祖以下昭祖に至る5代については、その事績は歴史的事実とは考えられず、多分に空想的で、その実在も疑問視される。6代景祖の事績も史実とするにはあやしい部分もあるが、このころから完顔氏が有力な勢力になり始めたとみられる。7代世祖劾里鉢（ヘリンボ）、8代粛宗頗剌淑（ポラシェ）の時期には、完顔氏の勢力は松花江流域や牡丹江上流地方にまで勢力を拡大したと考えられる。9代穆宗の盈歌（インコ）は豆満江上流域に自ら遠征し、綏芬河やハンカ湖地方にも遠征軍を送っていて、完顔氏の支配圏は満洲東部の全域におよぶようになった。このため遼の朝廷は盈歌に「生女直節度使」の職を与えた。10代康宗の烏雅束（ウヤス）は節度使の職を継いで完顔氏の首長となり、朝鮮半島北東部の咸鏡道方面にまで勢力を伸ばし、その支配地はかつての渤海国のそれに匹敵するようになった。金を建国したアクダは、このウヤスの弟である。

### 歴代皇帝
順に廟号または諡号（廃帝は王号）、女真名、中国名、在位年、続柄を示す。
1. 太祖（阿骨打=アクダ、完顔旻 1115年 - 1123年）世祖・劾里鉢=ヘリンボの次男。
2. 太宗（呉乞買=ウキマイ、完顔晟 1123年 - 1135年）劾里鉢の四男。太祖の末弟。
3. 熙宗（合剌=ホラ、完顔亶 1135年 - 1149年）太祖の嫡子の繩果=ジェンガ（徽宗/完顔宗峻）の長男。
4. 海陵煬王（迪古乃=テクナイ、完顔亮 1149年 - 1161年）太祖の庶長子の斡本=オベン（完顔宗幹）の次男。
5. 世宗（烏禄=ウル、完顔雍・褎 1161年 - 1189年）太祖の庶子の訛里朶=オリド（睿宗/完顔宗堯）の嫡子。
6. 章宗（麻達葛=マダガ、完顔璟 1189年 - 1208年）世宗の次男の胡土瓦=クトゥハ（顕宗/宣孝太子・完顔允恭）の次子。
7. 衛紹王（果繩=ガジェン、完顔永済・允済 1208年 - 1213年）世宗の七男。章宗の叔父。
8. 宣宗（吾睹補=ウトゥプ、完顔珣 1213年 - 1223年）胡土瓦（完顔允恭）の庶長子。章宗の異母兄。
9. 哀宗（寧甲速=ニンキャス、完顔守緒・守礼 1223年 - 1234年）宣宗の三男。別称:義宗。
10. 末帝（呼敦=ホトン、完顔承麟 1234年）劾里鉢の末裔。

### 系図
|                             |                             |                             |                             |                             |                             |  |  |                              |                              |                              |                              |                              |                              |  |  | (追)景祖 完顔烏古廼          |                              |                              |                              |                              |                              |  |  |                               |                               |                               |                               |                               |                               |  |  |                              |                              |                              |                              |                              |                              |  |  |  |  |  |  |  |  |  |  |  |  |  |  |  |  |  |  |  |  |
|                             |                             |                             |                             |                             |                             |  |  |                              |                              |                              |                              |                              |                              |  |  |                              |                              |                              |                              |                              |                              |  |  |                               |                               |                               |                               |                               |                               |  |  |                              |                              |                              |                              |                              |                              |  |  |  |  |  |  |  |  |  |  |  |  |  |  |  |  |  |  |  |  |
|                             |                             |                             |                             |                             |                             |  |  |                              |                              |                              |                              |                              |                              |  |  |                              |                              |                              |                              |                              |                              |  |  |                               |                               |                               |                               |                               |                               |  |  |                              |                              |                              |                              |                              |                              |  |  |  |  |  |  |  |  |  |  |  |  |  |  |  |  |  |  |  |  |
|                             |                             |                             |                             |                             |                             |  |  |                              |                              |                              |                              |                              |                              |  |  | (追)世祖 完顔劾里鉢          | (追)世祖 完顔劾里鉢          | (追)世祖 完顔劾里鉢          | (追)世祖 完顔劾里鉢          | (追)世祖 完顔劾里鉢          | (追)世祖 完顔劾里鉢          |  |  | (追)粛宗 完顔頗剌淑           | (追)粛宗 完顔頗剌淑           | (追)粛宗 完顔頗剌淑           | (追)粛宗 完顔頗剌淑           | (追)粛宗 完顔頗剌淑           | (追)粛宗 完顔頗剌淑           |  |  | (追)穆宗 完顔盈歌            | (追)穆宗 完顔盈歌            | (追)穆宗 完顔盈歌            | (追)穆宗 完顔盈歌            | (追)穆宗 完顔盈歌            | (追)穆宗 完顔盈歌            |  |  |  |  |  |  |  |  |  |  |  |  |  |  |  |  |  |  |  |  |
|                             |                             |                             |                             |                             |                             |  |  |                              |                              |                              |                              |                              |                              |  |  | (追)世祖 完顔劾里鉢          | (追)世祖 完顔劾里鉢          | (追)世祖 完顔劾里鉢          | (追)世祖 完顔劾里鉢          | (追)世祖 完顔劾里鉢          | (追)世祖 完顔劾里鉢          |  |  | (追)粛宗 完顔頗剌淑           | (追)粛宗 完顔頗剌淑           | (追)粛宗 完顔頗剌淑           | (追)粛宗 完顔頗剌淑           | (追)粛宗 完顔頗剌淑           | (追)粛宗 完顔頗剌淑           |  |  | (追)穆宗 完顔盈歌            | (追)穆宗 完顔盈歌            | (追)穆宗 完顔盈歌            | (追)穆宗 完顔盈歌            | (追)穆宗 完顔盈歌            | (追)穆宗 完顔盈歌            |  |  |  |  |  |  |  |  |  |  |  |  |  |  |  |  |  |  |  |  |
|                             |                             |                             |                             |                             |                             |  |  |                              |                              |                              |                              |                              |                              |  |  |                              |                              |                              |                              |                              |                              |  |  |                               |                               |                               |                               |                               |                               |  |  |                              |                              |                              |                              |                              |                              |  |  |  |  |  |  |  |  |  |  |  |  |  |  |  |  |  |  |  |  |
|                             |                             |                             |                             |                             |                             |  |  | (追)康宗0 完顔烏雅束         | (追)康宗0 完顔烏雅束         | (追)康宗0 完顔烏雅束         | (追)康宗0 完顔烏雅束         | (追)康宗0 完顔烏雅束         | (追)康宗0 完顔烏雅束         |  |  | (1)太祖0 完顔阿骨打 / 王旻   | (1)太祖0 完顔阿骨打 / 王旻   | (1)太祖0 完顔阿骨打 / 王旻   | (1)太祖0 完顔阿骨打 / 王旻   | (1)太祖0 完顔阿骨打 / 王旻   | (1)太祖0 完顔阿骨打 / 王旻   |  |  |                               |                               |                               |                               |                               |                               |  |  | (2)太宗0 完顔呉乞買 / 王晟   | (2)太宗0 完顔呉乞買 / 王晟   | (2)太宗0 完顔呉乞買 / 王晟   | (2)太宗0 完顔呉乞買 / 王晟   | (2)太宗0 完顔呉乞買 / 王晟   | (2)太宗0 完顔呉乞買 / 王晟   |  |  |  |  |  |  |  |  |  |  |  |  |  |  |  |  |  |  |  |  |
|                             |                             |                             |                             |                             |                             |  |  | (追)康宗0 完顔烏雅束         | (追)康宗0 完顔烏雅束         | (追)康宗0 完顔烏雅束         | (追)康宗0 完顔烏雅束         | (追)康宗0 完顔烏雅束         | (追)康宗0 完顔烏雅束         |  |  | (1)太祖0 完顔阿骨打 / 王旻   | (1)太祖0 完顔阿骨打 / 王旻   | (1)太祖0 完顔阿骨打 / 王旻   | (1)太祖0 完顔阿骨打 / 王旻   | (1)太祖0 完顔阿骨打 / 王旻   | (1)太祖0 完顔阿骨打 / 王旻   |  |  |                               |                               |                               |                               |                               |                               |  |  | (2)太宗0 完顔呉乞買 / 王晟   | (2)太宗0 完顔呉乞買 / 王晟   | (2)太宗0 完顔呉乞買 / 王晟   | (2)太宗0 完顔呉乞買 / 王晟   | (2)太宗0 完顔呉乞買 / 王晟   | (2)太宗0 完顔呉乞買 / 王晟   |  |  |  |  |  |  |  |  |  |  |  |  |  |  |  |  |  |  |  |  |
|                             |                             |                             |                             |                             |                             |  |  |                              |                              |                              |                              |                              |                              |  |  |                              |                              |                              |                              |                              |                              |  |  |                               |                               |                               |                               |                               |                               |  |  |                              |                              |                              |                              |                              |                              |  |  |  |  |  |  |  |  |  |  |  |  |  |  |  |  |  |  |  |  |
|                             |                             |                             |                             |                             |                             |  |  | (追)徳宗0 完顔斡本 / 王宗幹  | (追)徳宗0 完顔斡本 / 王宗幹  | (追)徳宗0 完顔斡本 / 王宗幹  | (追)徳宗0 完顔斡本 / 王宗幹  | (追)徳宗0 完顔斡本 / 王宗幹  | (追)徳宗0 完顔斡本 / 王宗幹  |  |  | (追)徽宗0 完顔繩果 / 王宗峻  | (追)徽宗0 完顔繩果 / 王宗峻  | (追)徽宗0 完顔繩果 / 王宗峻  | (追)徽宗0 完顔繩果 / 王宗峻  | (追)徽宗0 完顔繩果 / 王宗峻  | (追)徽宗0 完顔繩果 / 王宗峻  |  |  | (追)睿宗0 完顔訛里朶 / 王宗堯 | (追)睿宗0 完顔訛里朶 / 王宗堯 | (追)睿宗0 完顔訛里朶 / 王宗堯 | (追)睿宗0 完顔訛里朶 / 王宗堯 | (追)睿宗0 完顔訛里朶 / 王宗堯 | (追)睿宗0 完顔訛里朶 / 王宗堯 |  |  |                              |                              |                              |                              |                              |                              |  |  |  |  |  |  |  |  |  |  |  |  |  |  |  |  |  |  |  |  |
|                             |                             |                             |                             |                             |                             |  |  | (追)徳宗0 完顔斡本 / 王宗幹  | (追)徳宗0 完顔斡本 / 王宗幹  | (追)徳宗0 完顔斡本 / 王宗幹  | (追)徳宗0 完顔斡本 / 王宗幹  | (追)徳宗0 完顔斡本 / 王宗幹  | (追)徳宗0 完顔斡本 / 王宗幹  |  |  | (追)徽宗0 完顔繩果 / 王宗峻  | (追)徽宗0 完顔繩果 / 王宗峻  | (追)徽宗0 完顔繩果 / 王宗峻  | (追)徽宗0 完顔繩果 / 王宗峻  | (追)徽宗0 完顔繩果 / 王宗峻  | (追)徽宗0 完顔繩果 / 王宗峻  |  |  | (追)睿宗0 完顔訛里朶 / 王宗堯 | (追)睿宗0 完顔訛里朶 / 王宗堯 | (追)睿宗0 完顔訛里朶 / 王宗堯 | (追)睿宗0 完顔訛里朶 / 王宗堯 | (追)睿宗0 完顔訛里朶 / 王宗堯 | (追)睿宗0 完顔訛里朶 / 王宗堯 |  |  |                              |                              |                              |                              |                              |                              |  |  |  |  |  |  |  |  |  |  |  |  |  |  |  |  |  |  |  |  |
|                             |                             |                             |                             |                             |                             |  |  | (4)海陵王0 完顔迪古乃 / 王亮 | (4)海陵王0 完顔迪古乃 / 王亮 | (4)海陵王0 完顔迪古乃 / 王亮 | (4)海陵王0 完顔迪古乃 / 王亮 | (4)海陵王0 完顔迪古乃 / 王亮 | (4)海陵王0 完顔迪古乃 / 王亮 |  |  | (3)熙宗0 完顔合剌 / 王亶     | (3)熙宗0 完顔合剌 / 王亶     | (3)熙宗0 完顔合剌 / 王亶     | (3)熙宗0 完顔合剌 / 王亶     | (3)熙宗0 完顔合剌 / 王亶     | (3)熙宗0 完顔合剌 / 王亶     |  |  | (5)世宗0 完顔烏禄 / 王雍      | (5)世宗0 完顔烏禄 / 王雍      | (5)世宗0 完顔烏禄 / 王雍      | (5)世宗0 完顔烏禄 / 王雍      | (5)世宗0 完顔烏禄 / 王雍      | (5)世宗0 完顔烏禄 / 王雍      |  |  |                              |                              |                              |                              |                              |                              |  |  |  |  |  |  |  |  |  |  |  |  |  |  |  |  |  |  |  |  |
|                             |                             |                             |                             |                             |                             |  |  | (4)海陵王0 完顔迪古乃 / 王亮 | (4)海陵王0 完顔迪古乃 / 王亮 | (4)海陵王0 完顔迪古乃 / 王亮 | (4)海陵王0 完顔迪古乃 / 王亮 | (4)海陵王0 完顔迪古乃 / 王亮 | (4)海陵王0 完顔迪古乃 / 王亮 |  |  | (3)熙宗0 完顔合剌 / 王亶     | (3)熙宗0 完顔合剌 / 王亶     | (3)熙宗0 完顔合剌 / 王亶     | (3)熙宗0 完顔合剌 / 王亶     | (3)熙宗0 完顔合剌 / 王亶     | (3)熙宗0 完顔合剌 / 王亶     |  |  | (5)世宗0 完顔烏禄 / 王雍      | (5)世宗0 完顔烏禄 / 王雍      | (5)世宗0 完顔烏禄 / 王雍      | (5)世宗0 完顔烏禄 / 王雍      | (5)世宗0 完顔烏禄 / 王雍      | (5)世宗0 完顔烏禄 / 王雍      |  |  |                              |                              |                              |                              |                              |                              |  |  |  |  |  |  |  |  |  |  |  |  |  |  |  |  |  |  |  |  |
|                             |                             |                             |                             |                             |                             |  |  |                              |                              |                              |                              |                              |                              |  |  |                              |                              |                              |                              |                              |                              |  |  |                               |                               |                               |                               |                               |                               |  |  |                              |                              |                              |                              |                              |                              |  |  |  |  |  |  |  |  |  |  |  |  |  |  |  |  |  |  |  |  |
|                             |                             |                             |                             |                             |                             |  |  | 皇太子 完顔阿魯補 / 王光英   | 皇太子 完顔阿魯補 / 王光英   | 皇太子 完顔阿魯補 / 王光英   | 皇太子 完顔阿魯補 / 王光英   | 皇太子 完顔阿魯補 / 王光英   | 皇太子 完顔阿魯補 / 王光英   |  |  |                              |                              |                              |                              |                              |                              |  |  | (追)顕宗0 完顔胡土瓦 / 王允恭 | (追)顕宗0 完顔胡土瓦 / 王允恭 | (追)顕宗0 完顔胡土瓦 / 王允恭 | (追)顕宗0 完顔胡土瓦 / 王允恭 | (追)顕宗0 完顔胡土瓦 / 王允恭 | (追)顕宗0 完顔胡土瓦 / 王允恭 |  |  | (7)衛紹王0 完顔果繩 / 王允済 | (7)衛紹王0 完顔果繩 / 王允済 | (7)衛紹王0 完顔果繩 / 王允済 | (7)衛紹王0 完顔果繩 / 王允済 | (7)衛紹王0 完顔果繩 / 王允済 | (7)衛紹王0 完顔果繩 / 王允済 |  |  |  |  |  |  |  |  |  |  |  |  |  |  |  |  |  |  |  |  |
|                             |                             |                             |                             |                             |                             |  |  | 皇太子 完顔阿魯補 / 王光英   | 皇太子 完顔阿魯補 / 王光英   | 皇太子 完顔阿魯補 / 王光英   | 皇太子 完顔阿魯補 / 王光英   | 皇太子 完顔阿魯補 / 王光英   | 皇太子 完顔阿魯補 / 王光英   |  |  |                              |                              |                              |                              |                              |                              |  |  | (追)顕宗0 完顔胡土瓦 / 王允恭 | (追)顕宗0 完顔胡土瓦 / 王允恭 | (追)顕宗0 完顔胡土瓦 / 王允恭 | (追)顕宗0 完顔胡土瓦 / 王允恭 | (追)顕宗0 完顔胡土瓦 / 王允恭 | (追)顕宗0 完顔胡土瓦 / 王允恭 |  |  | (7)衛紹王0 完顔果繩 / 王允済 | (7)衛紹王0 完顔果繩 / 王允済 | (7)衛紹王0 完顔果繩 / 王允済 | (7)衛紹王0 完顔果繩 / 王允済 | (7)衛紹王0 完顔果繩 / 王允済 | (7)衛紹王0 完顔果繩 / 王允済 |  |  |  |  |  |  |  |  |  |  |  |  |  |  |  |  |  |  |  |  |
|                             |                             |                             |                             |                             |                             |  |  |                              |                              |                              |                              |                              |                              |  |  |                              |                              |                              |                              |                              |                              |  |  |                               |                               |                               |                               |                               |                               |  |  |                              |                              |                              |                              |                              |                              |  |  |  |  |  |  |  |  |  |  |  |  |  |  |  |  |  |  |  |  |
|                             |                             |                             |                             |                             |                             |  |  |                              |                              |                              |                              |                              |                              |  |  | (8)宣宗0 完顔吾睹補 / 王珣   | (8)宣宗0 完顔吾睹補 / 王珣   | (8)宣宗0 完顔吾睹補 / 王珣   | (8)宣宗0 完顔吾睹補 / 王珣   | (8)宣宗0 完顔吾睹補 / 王珣   | (8)宣宗0 完顔吾睹補 / 王珣   |  |  | (6)章宗0 完顔麻達葛 / 王璟    | (6)章宗0 完顔麻達葛 / 王璟    | (6)章宗0 完顔麻達葛 / 王璟    | (6)章宗0 完顔麻達葛 / 王璟    | (6)章宗0 完顔麻達葛 / 王璟    | (6)章宗0 完顔麻達葛 / 王璟    |  |  | 梁王 完顔？？ / 王従恪       | 梁王 完顔？？ / 王従恪       | 梁王 完顔？？ / 王従恪       | 梁王 完顔？？ / 王従恪       | 梁王 完顔？？ / 王従恪       | 梁王 完顔？？ / 王従恪       |  |  |  |  |  |  |  |  |  |  |  |  |  |  |  |  |  |  |  |  |
|                             |                             |                             |                             |                             |                             |  |  |                              |                              |                              |                              |                              |                              |  |  | (8)宣宗0 完顔吾睹補 / 王珣   | (8)宣宗0 完顔吾睹補 / 王珣   | (8)宣宗0 完顔吾睹補 / 王珣   | (8)宣宗0 完顔吾睹補 / 王珣   | (8)宣宗0 完顔吾睹補 / 王珣   | (8)宣宗0 完顔吾睹補 / 王珣   |  |  | (6)章宗0 完顔麻達葛 / 王璟    | (6)章宗0 完顔麻達葛 / 王璟    | (6)章宗0 完顔麻達葛 / 王璟    | (6)章宗0 完顔麻達葛 / 王璟    | (6)章宗0 完顔麻達葛 / 王璟    | (6)章宗0 完顔麻達葛 / 王璟    |  |  | 梁王 完顔？？ / 王従恪       | 梁王 完顔？？ / 王従恪       | 梁王 完顔？？ / 王従恪       | 梁王 完顔？？ / 王従恪       | 梁王 完顔？？ / 王従恪       | 梁王 完顔？？ / 王従恪       |  |  |  |  |  |  |  |  |  |  |  |  |  |  |  |  |  |  |  |  |
| (10)末帝0 完顔呼敦 / 王承麟 | (10)末帝0 完顔呼敦 / 王承麟 | (10)末帝0 完顔呼敦 / 王承麟 | (10)末帝0 完顔呼敦 / 王承麟 | (10)末帝0 完顔呼敦 / 王承麟 | (10)末帝0 完顔呼敦 / 王承麟 |  |  |                              |                              |                              |                              |                              |                              |  |  | (9)哀宗0 完顔寧甲速 / 王守緒 | (9)哀宗0 完顔寧甲速 / 王守緒 | (9)哀宗0 完顔寧甲速 / 王守緒 | (9)哀宗0 完顔寧甲速 / 王守緒 | (9)哀宗0 完顔寧甲速 / 王守緒 | (9)哀宗0 完顔寧甲速 / 王守緒 |  |  |                               |                               |                               |                               |                               |                               |  |  |                              |                              |                              |                              |                              |                              |  |  |  |  |  |  |  |  |  |  |  |  |  |  |  |  |  |  |  |  |

太字は皇帝、数字は即位順、(追)は追尊され廟号を贈られた人物。

## 政治

### 勃極烈（ボギレ）制と三省制
王朝の創建当初、政治機構は女真式のものがとられた。金には建国以前から勃極烈（ボギレ）と呼ばれる君長層がおり、阿骨打は皇帝に即位する以前、その君長の筆頭として都勃極烈（トボギレ）を称していた。ボギレは、このように一応のランク分けがなされていたが、あくまでも法制上のことであり、現実には大きな身分的隔たりをともなうものではなく、全体であった。6名のうち国論忽魯（グルンフル）ボギレの撒改はアクダと国家を二分し、その一半を担うほどの豪族であった。ボギレの職掌や数には変動もあった。ボギレは主に皇帝の兄弟や部族の有力者が任ぜられ、国政の定める議事は全ボギレ各員の合議制によって金の政治を決定される慣行だったので、皇帝が独裁権をふるう余地は少なかった。
太宗ウキマイの1126年に新たな占領地となった華北の一部で中華式の三省制（中書省、門下省、尚書省）が導入されたがボギレ制も依然のこっていた。こうしてウキマイの時代には、女真人統治にはボギレ制、漢人統治には三省制の二重体制がしかれた。熙宗が即位した1135年にはボギレ制が廃され、全面的に三省制に切り替わった。宰相格であった領三省事にはそれまでボギレであった宗室の一族や有力者が任命された。熙宗や海陵王はいずれも一族・重臣によって廃位されたが、これは彼らが有力者を無視して強引に皇帝の独裁権をふるおうとしたため、これに反発する形でなされたという側面がある。

### 猛安（ミンガン）・謀克（ムクン）制
一般の女真人は猛安（ミンガン）と謀克（ムクン）の二段階の組織構造をもった集団に編成された。猛安・謀克は民生制度であると同時に軍事制度であり、猛安と謀克の組織を通じて徴募された女真人の武力が金の領土拡大に大きな役割を果たした。太祖アクダは即位前、女真の旧慣にしたがって300戸を1謀克（ムクン）に組織し、それが10集まって1猛安（ミンガン）とした。ムクンとは女真語で「族」「郷里」の意味であり、そのリーダーもムクン（族長、里長）と称し、ミンガンは「千」の意味で、そのリーダーもミンガン（千戸長）と称した。軍事組織としてこれをみれば、300家族から武器・食糧をみずから携帯した100人の兵がムクン軍として徴兵され、さらにその10倍の組織から千人隊が組織される。これが同時に新しい行政組織となった。ここに編入されたジュシェン人たちは、戦闘のないときには、狩猟や牧畜、農耕といった日常的な生業を営んでいる。これは、徴兵の面でも地域支配の上でも効率的な仕組みであった。金が成立すると、各地のジュシェン人たちが金に帰属したが、アクダはその首長を、勢力の大小にしたがいミンガンやムクンに任命した。アクダの統治は万事おおまかであり、劉邦時代の漢に似ているといわれる。しかし、この組織は単なる氏族集団の寄せ集めではなかったので、ジュシェン人が遼を倒し、さらに華北へ進出する際の基盤となった。金が華北を占領するとジュシェン人は集団的に原住地から引き離されて中国各地に屯田させられ、猛安（ミンガン）は氏族単位から地方単位に再編成された。猛安・謀克制は、華北進出前のジュシェン人、キタン人、渤海人、漢人にも適用された。
ジュシェン進出後の漢地では都市を把握し、定着農耕民の土地を掌握する観点から中華風の州県制が採用され、猛安・謀克制から変わっていった。世宗から章宗の治世にかけて南宋との戦争が止み平和が長期化すると、ジュシェン人の気風が形骸化し、経済的な没落が進んだ。また、漢人に取り囲まれて居住しているため文化面での漢化が進み、ジュシェン人の組織力はゆるんでいった。

### 複都制
金は遼の複都制（五京制）を継承した。1138年（天眷元年）、会寧府を「上京会寧府」とし、遼の「上京臨潢府」を「北京臨潢府」に改称、北宋の首都であった開封を「汴京開封府」として、七京とした。 1150年（天徳2年）、臨潢府から京号を除いた。1153年（天徳5年）、会寧府から燕京に遷都、会寧府の京号を除き、「南京析津府」を「中都大興府」に改称した。これにともない、「中京大定府」を「北京大定府」に改称、また、「汴京開封府」を「南京開封府」に改称して五京とした。1173年（大定13年）、会寧府を再び「上京会寧府」に戻し、以降、滅亡まで六京制を採用した。
- 上京会寧府（現在の黒竜江省ハルビン市阿城区白城）
- 北京臨潢府（現在の内モンゴル自治区バイリン左旗南波羅城。遼の上京臨潢府を継承、1150年に京号を除いた）
- 東京遼陽府（現在の遼寧省遼陽市。遼の東京遼陽府を継承）
- 北京大定府（現在の内モンゴル自治区赤峰市の南、河北省との境あたり。遼の中京大定府を継承）
- 中都大興府（現在の北京市。遼の南京析津府を継承）
- 西京大同府（現在の山西省大同市。遼の西京大同府を継承）
- 南京開封府（現在の河南省開封市。北宋の首都であった）

### 行政区画

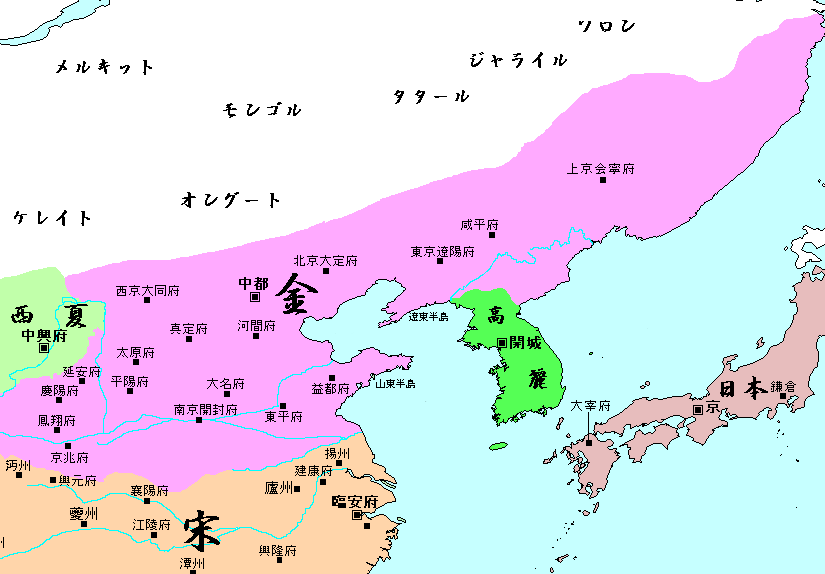
金朝の各府

金では当初10、最終的には19の路に分け、その下に府（州）、その下に県を置いた。
- 上京路（中国語版）
- 東京路（中国語版）
- 北京路（中国語版）
- 西京路（中国語版）
- 中都路（中国語版）
- 南京路（中国語版）
- 河北東路（中国語版）
- 河北西路（中国語版）
- 山東東路（中国語版）
- 山東西路（中国語版）
- 大名府路（中国語版）
- 河東北路（中国語版）
- 河東南路（中国語版）
- 京兆府路（中国語版）
- 鳳翔路（中国語版）
- 鄜延路（中国語版）
- 慶原路（中国語版）
- 臨洮路（中国語版）
- 咸平路（中国語版）

## 文化

### 言語・文字

女真文字「明王慎德、四夷咸賓」の印

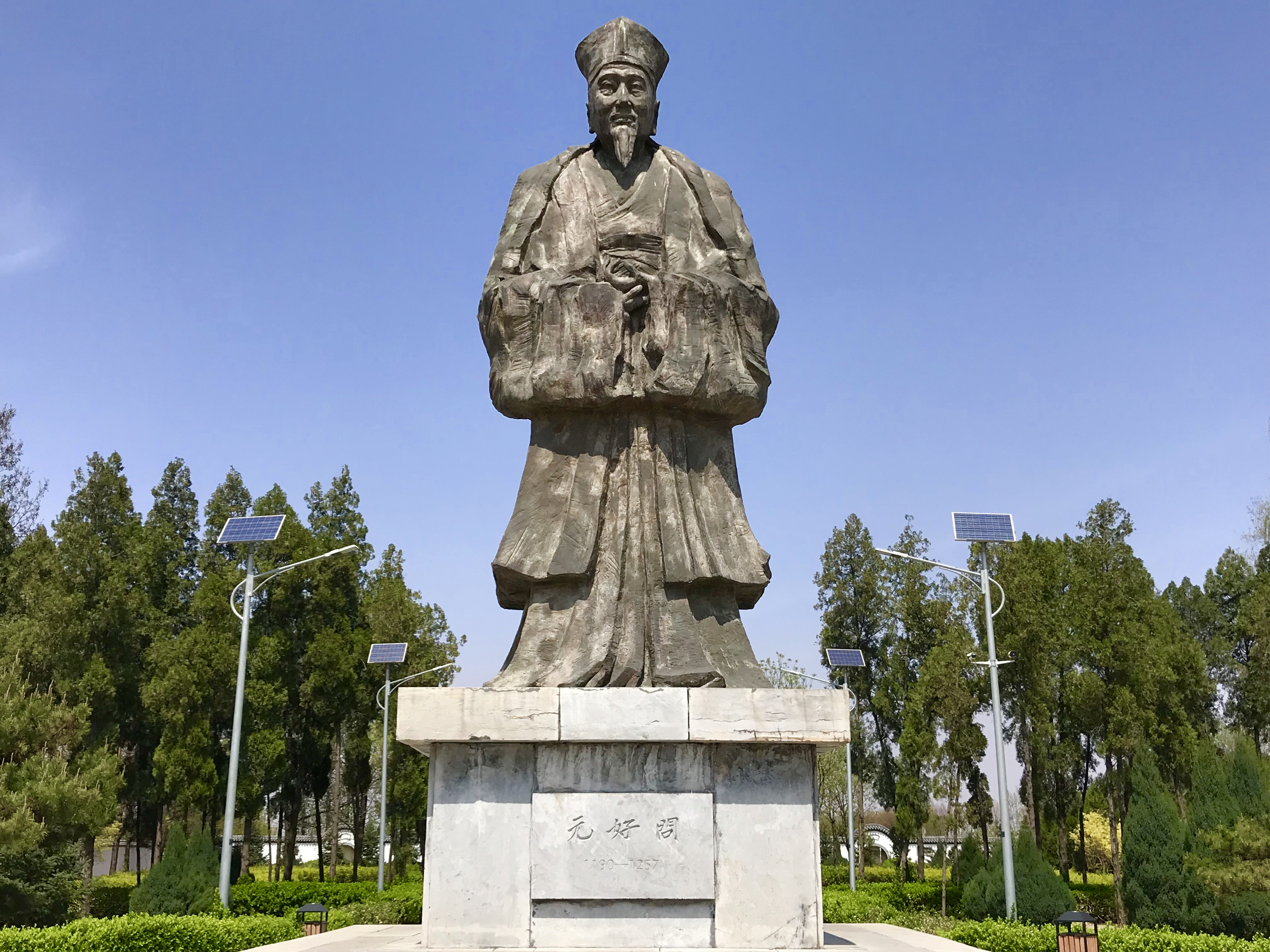
元好問銅像（山西省忻州市）

ジュシェン人の言語女真語は、アルタイ語系のツングース・満洲語のひとつである。12世紀に金が建国され、中国内地北部に進出したのにともない、分布が拡大した。金はモンゴルによって滅ぼされたが、女真語は明代まで引き続き話された。その言語は、満洲語と姉妹語関係にあったというよりは、むしろ方言的関係にあって、広義の満洲語のなかに没していったものと考えられる。
ジュシェン（女真）は、ツングース系の人びとのなかでは最も早く文字を作成した民族であるが、そこではキタン人（モンゴル系）の契丹文字からの刺激をおおいに受けている。契丹文字は、残っている資料の絶対量が圧倒的に少なく、他文字・他言語との対訳という手がかりにも乏しいため、いまだ充分な解読には至っていない。契丹大字が漢字と同じ表意文字、契丹小字が表音文字であることは判明しており、女真文字の創成にも影響をあたえた。また、金朝においてもキタン人と漢人の翻訳官が採用されており、女真文字は契丹文字と漢字とに翻訳されていた。1191年、世宗の国粋主義的政策のなかで、公文書における契丹文字の使用が廃止された。
当初、文字を持たなかったジュシェン人であったが、金朝創始者のアクダの時代にはキタン、宋それぞれが新興ジュシェンとさかんに交渉をおこなっており、キタンとの交渉に際しては文書を契丹文字に直していた。ジュシェンの人びと、ことに熟女真と称されていた人びとはまず契丹文字を習い知っていたのである。こうした情勢のなかで、アクダは契丹文字・漢字に通じていた同族の希尹と葉魯に女真大字をつくらせ、1119年8月に完成させた。3代熙宗の1138年、女真小字が創案され、1145年からは大字とならんで使用された。大小の文字の違いは充分に説明されていないが、女真大字は漢字をなぞった表意文字、小字は音節をあらわす表音文字であり、表意文字だけで書く方法があった。小字の使用法は日本語表記における仮名文字に似ている。金石文の発見や辞書『華夷訳語』に収録された「女真館訳語」における対訳単語集・文例集によって漢字と同様、進んだ。13世紀に入り、モンゴル軍が華北に侵攻した。金の滅亡後の華北には契丹文字・女真文字を使う人はいなくなったが満洲・朝鮮の地域では廃絶されていなかった。1407年に設置された女真館があったが、1445年にはモンゴル文字に切り替わり、以後は女真人による女真文字はまったく使われなくなった。

### 文学・歴史
文学では、宋代に発生した雑劇を継承し、元曲の祖形となった「院本」や「諸宮調」と呼ばれる一種の古典劇がつくられた。代表的なものとして、金朝に仕えた董解元による語りもの文学『西廂記諸宮調』がある。元曲の『西廂記』と区別するため、作者の名をとって通常『董西廂』と称される。
詩人では金朝の地方官を歴任した元好問が有名で、金朝滅亡時の悲憤慷慨の詞は「喪乱詩」として著名である。その詩風は陶淵明、杜甫、蘇軾、黄庭堅、とりわけ杜甫の詩に学び、重厚と評される金代随一の詩人であった。元好問の著『中州集』は金代文学の粋を集めたものとして高く評価される。また、金史の撰述を企図して各地を歴遊した。各地から収集した史料は未完に終わったが、元代末葉に編纂されたのは大きいとされる。
詩人として他に、熊岳（現、遼寧省蓋州市）出身の王庭筠がおり、七言の長編を得意とした。王庭筠は漢民族ではなく、渤海人ともいわれる。

### 宗教

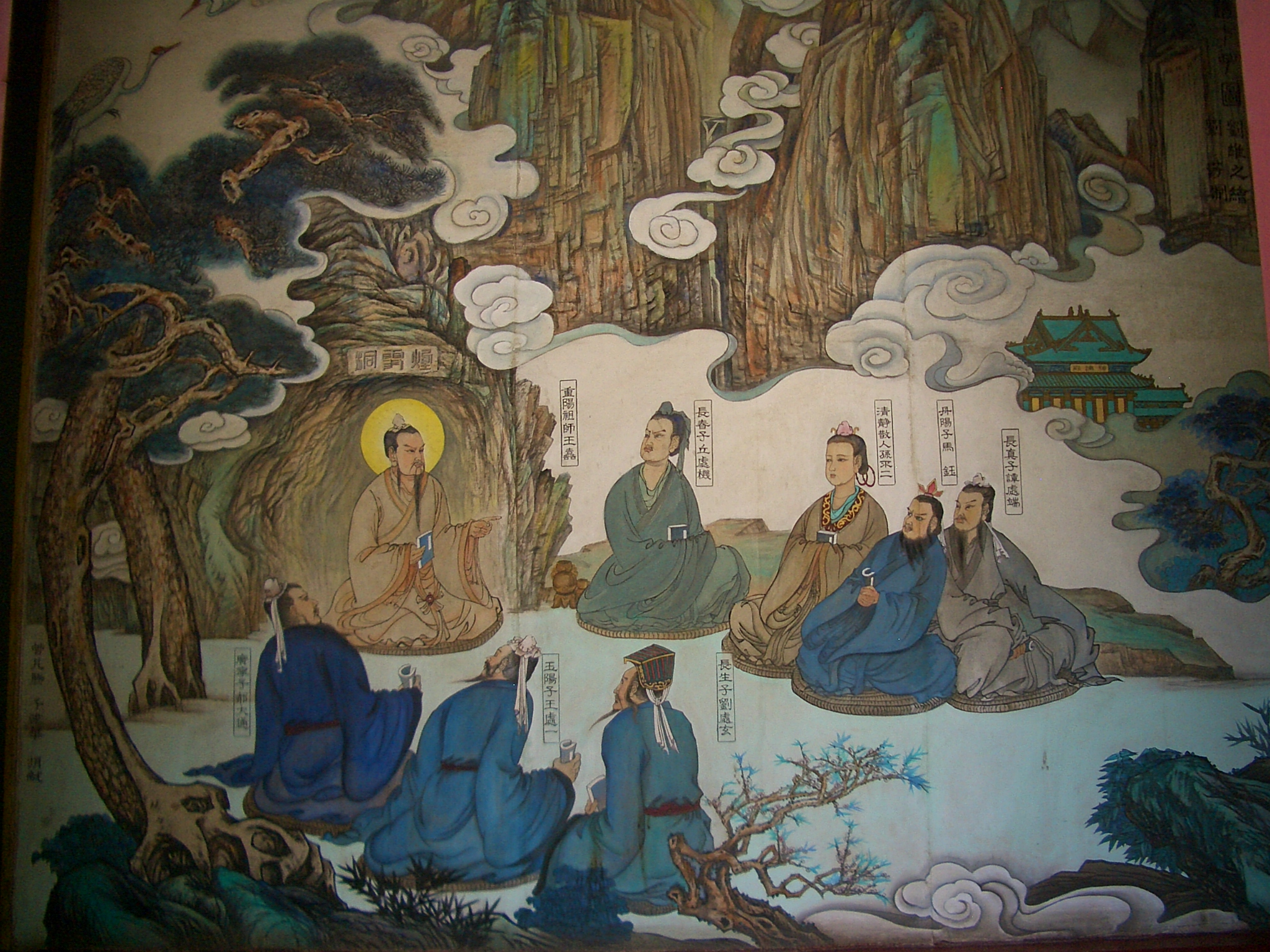
全真教の開祖王重陽と七真人

中国の歴代王朝によって保護されてきた道教は、しだいに宗教的な清純さを失って迷信的要素が色濃くなり、腐敗も進んだ。金代にこうした道教に革新の気風を呼び起こしたのが王重陽であった。彼は華北が金に占領された12世紀中葉、山東省において、厳しい修行生活を唱えて新道教を開いた。これが全真教であり、第二祖の馬丹陽が教団組織を固めた。ただし、この流れは宋代からの三教融合の傾向を引き継いだものでもあった。当時まだ若かった邱処機（長春真人）が教主になると全真教はいっそう発展し、江南の正一教と道教界を二分する勢力となった。

### 建築
金代の代表的な建築としては仏教に帰依した熙宗が皇統3年（1143年）に造営を命じた朔県（現、山西省朔州市）の崇福寺弥陀堂が有名であり、中華人民共和国全国重点文物保護単位に指定されている。山西省大同市の善化寺は遼代から金代にかけて建造された建物を含んでいるが、そのうち、三聖殿は普賢閣や大雄宝殿とは細部の手法が明らかに異なり、天会6年（1128年）以降の建造と考えられる。同じ大同の上華厳寺は遼代に創建されたものの、その後の兵火で焼失し、金の天眷3年（1140年）に再建された。この寺の建物の多くは再び被災したが、大雄宝殿は金代建築の名残をとどめている。「中国十大名寺」の1つと称される河北省正定県の隆興寺の伽藍もまた、金代に整えられた。北京市の広安門外に位置する天寧寺の塔は、12世紀前葉のものと考えられ、類例は中国東北部に多くみられる。似た形式では1175年建造の河南省洛陽市の白馬寺の塔がある。臨済禅発祥の寺として知られる河北省正定県の臨済寺では、世宗が1183年に澄霊塔および寺院伽藍の修復を命じており、現存する澄霊塔には、遼・金代の典型的な様式がみられる。
それ以外で著名なものに、
- 佛光寺文殊殿（山西省大同市、1137年）
- 平遥文廟大成殿（山西省平遥県、1163年）
- 晋祠（中国語版）聖母殿・献殿（山西省太原市、1168年）
- 浄土寺大殿（山西省応県、1184年）

などがある。

金代建築
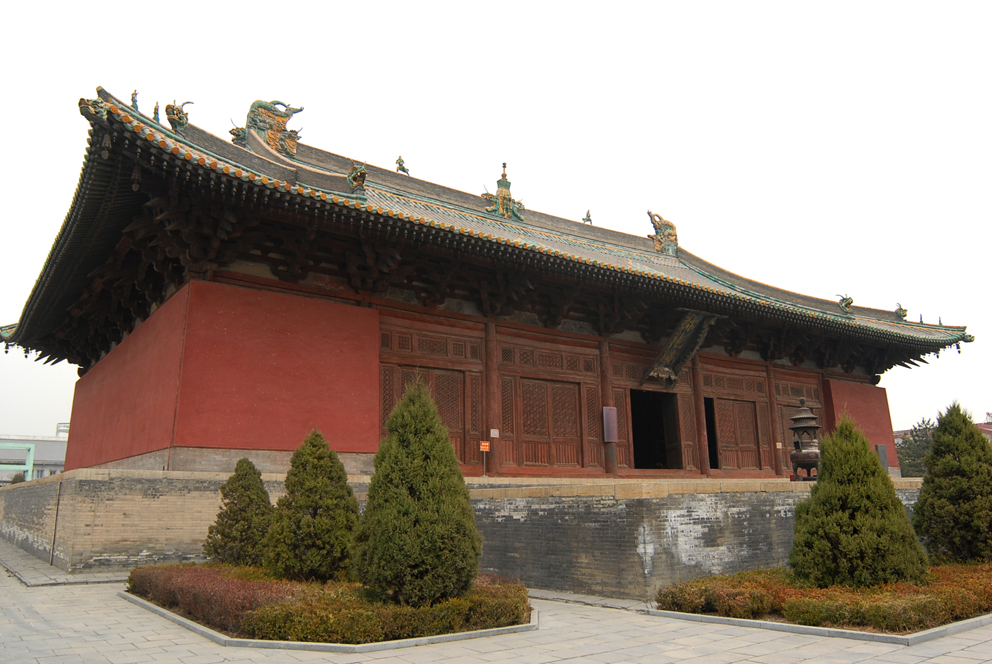
崇福寺弥陀殿（山西省朔州市）
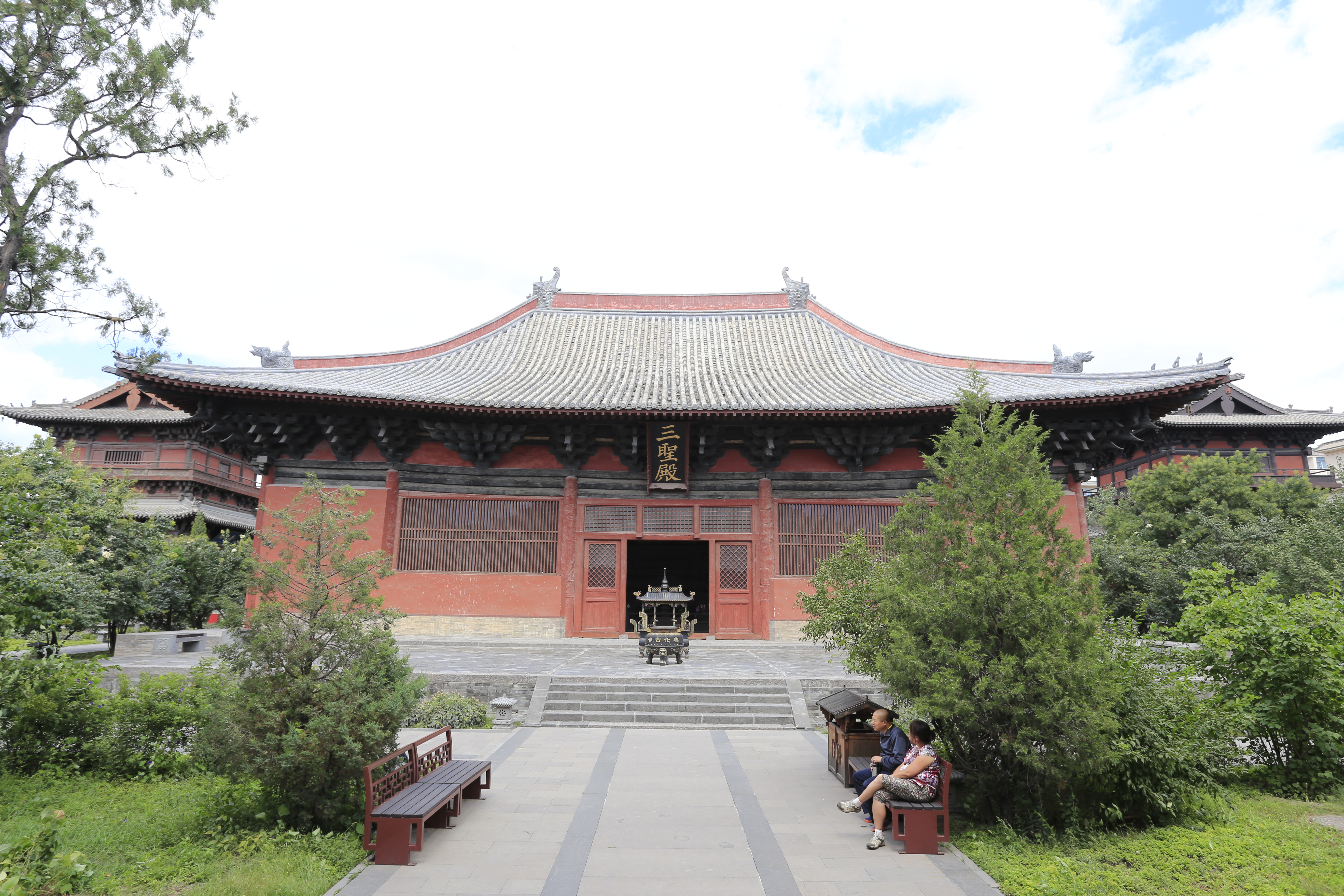
善化寺三聖殿（大同市）
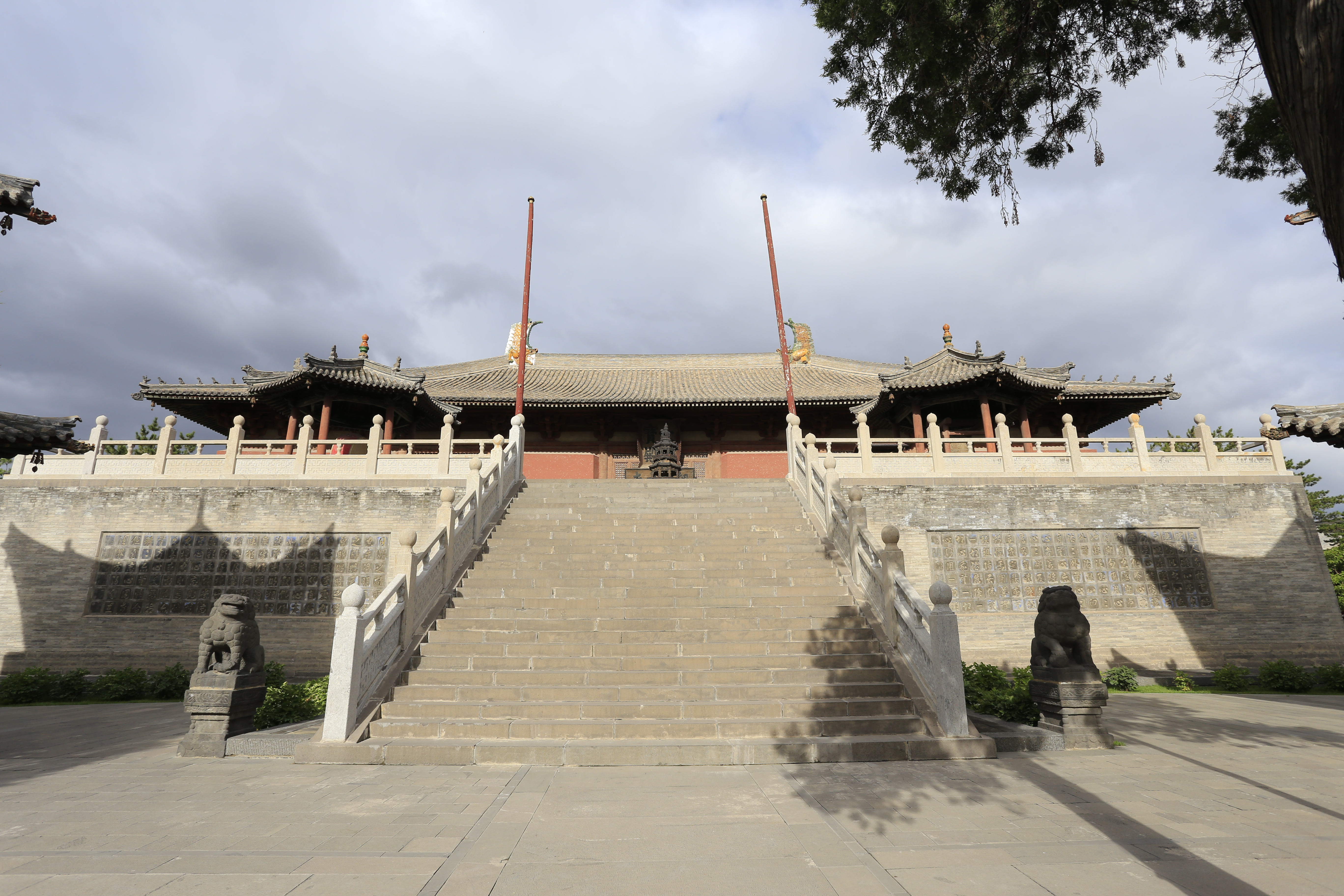
上華厳寺大雄宝殿（大同市）
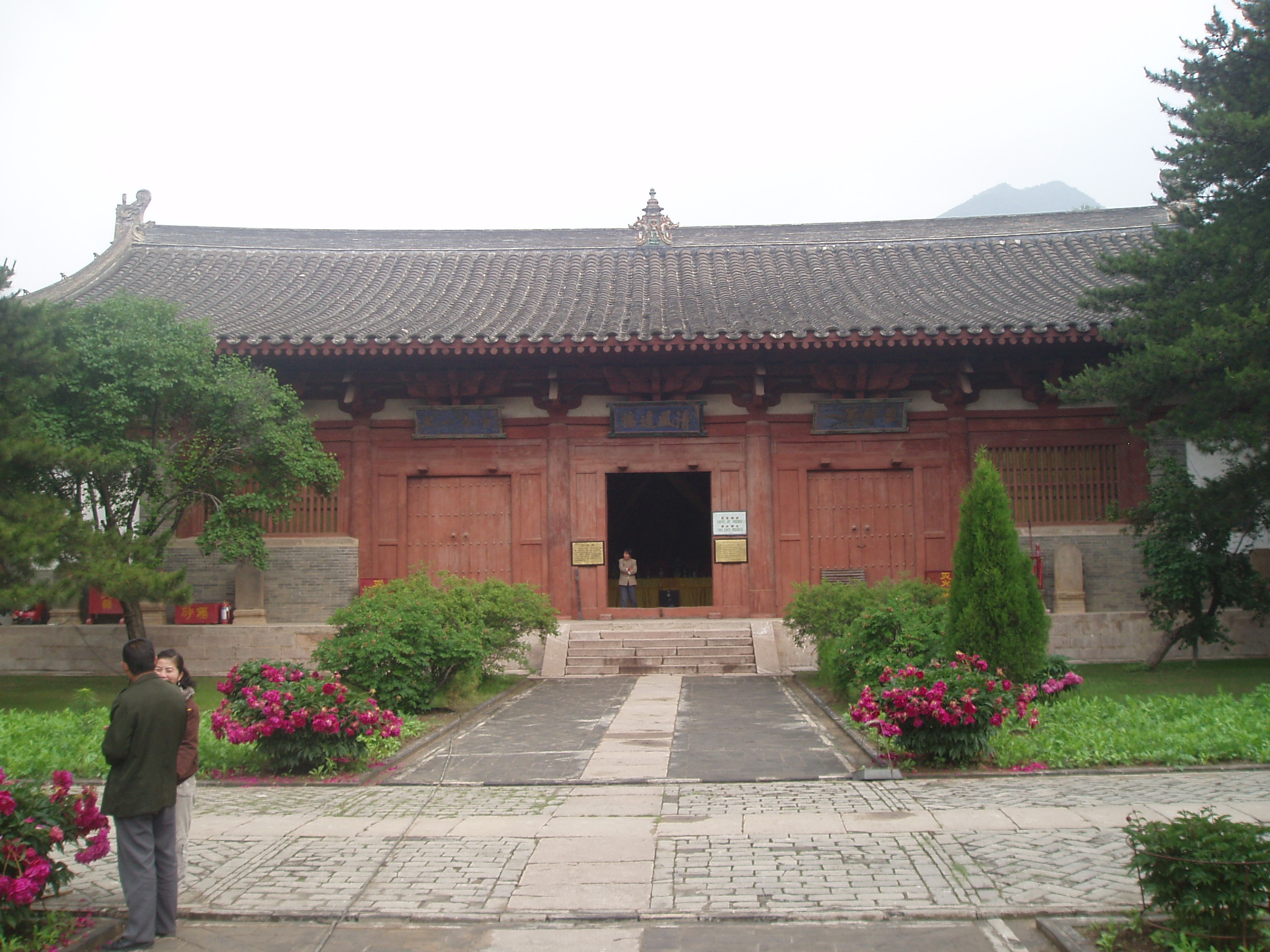
佛光寺文殊堂（大同市）
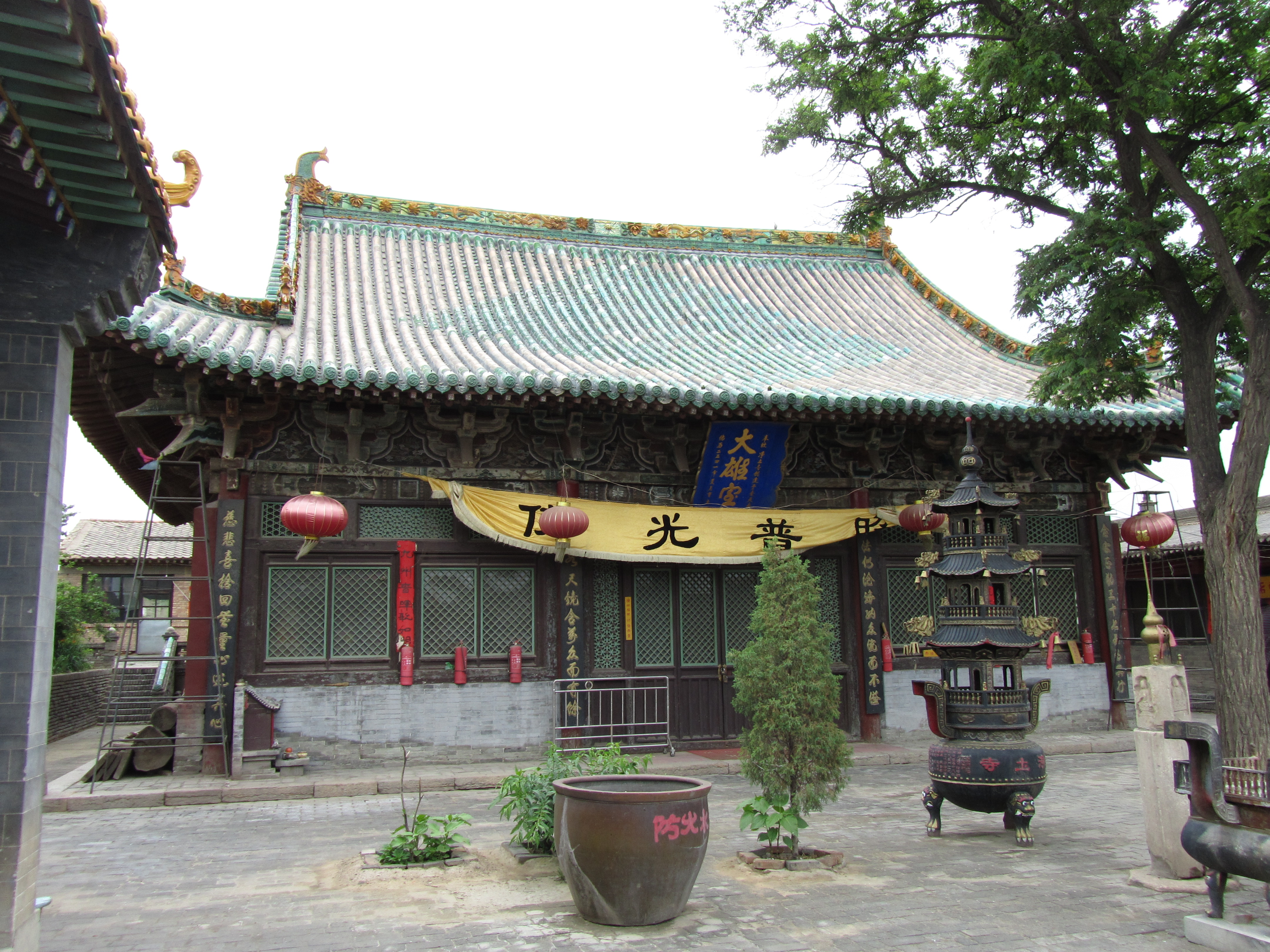
浄土寺大雄宝殿（山西省応県）
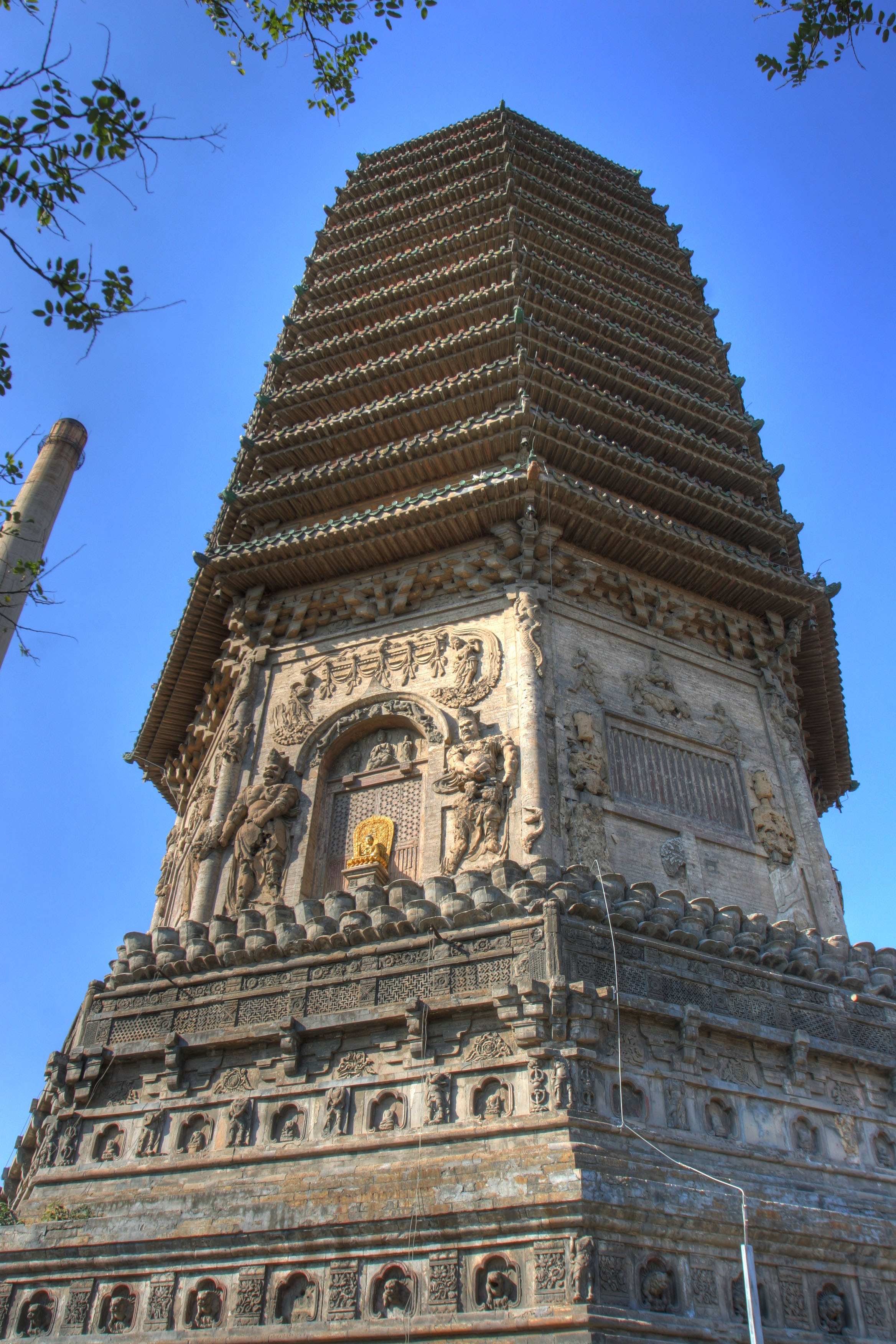
天寧寺舎利塔（北京市）
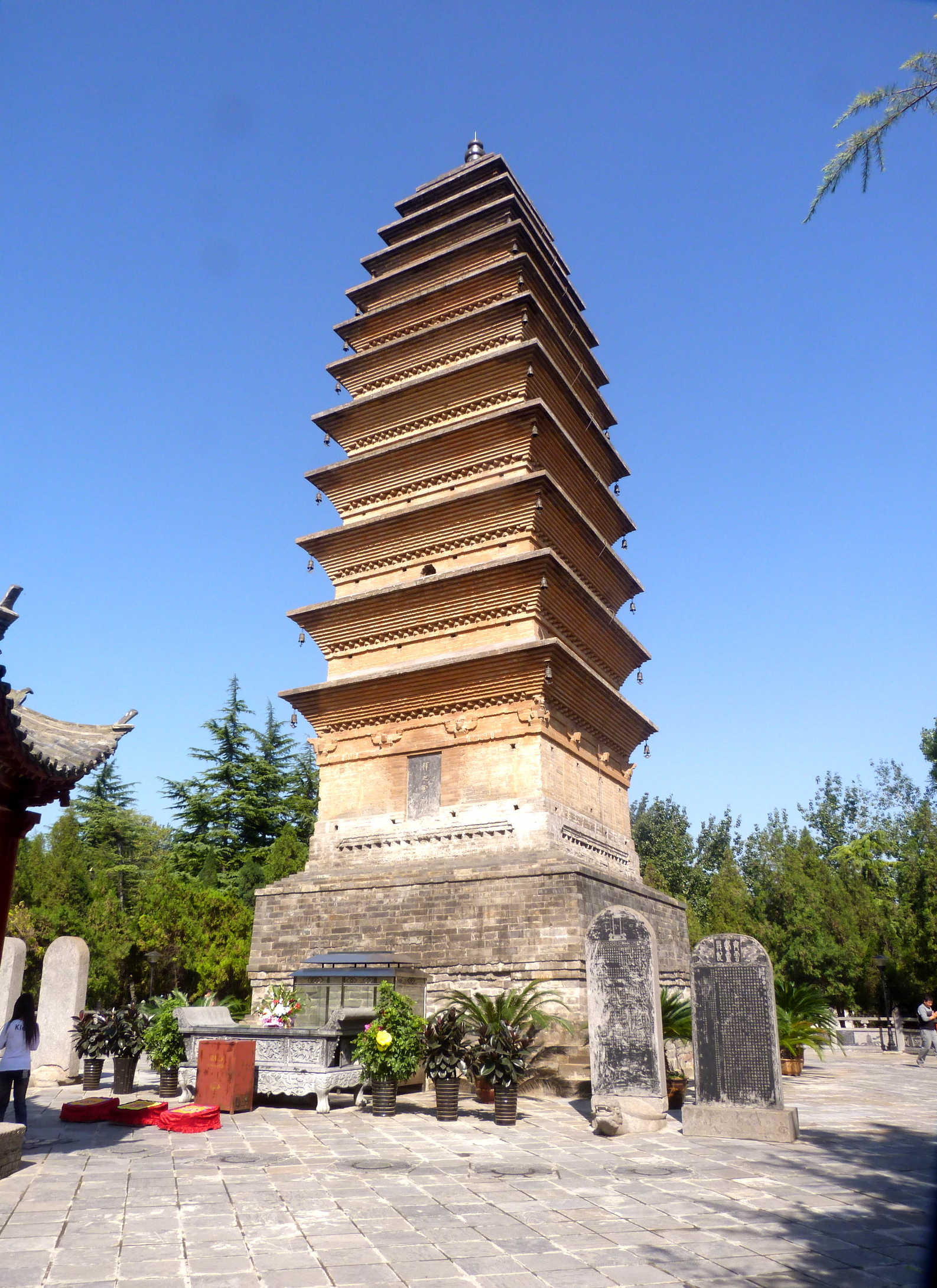
白馬寺斉雲塔（洛陽市）
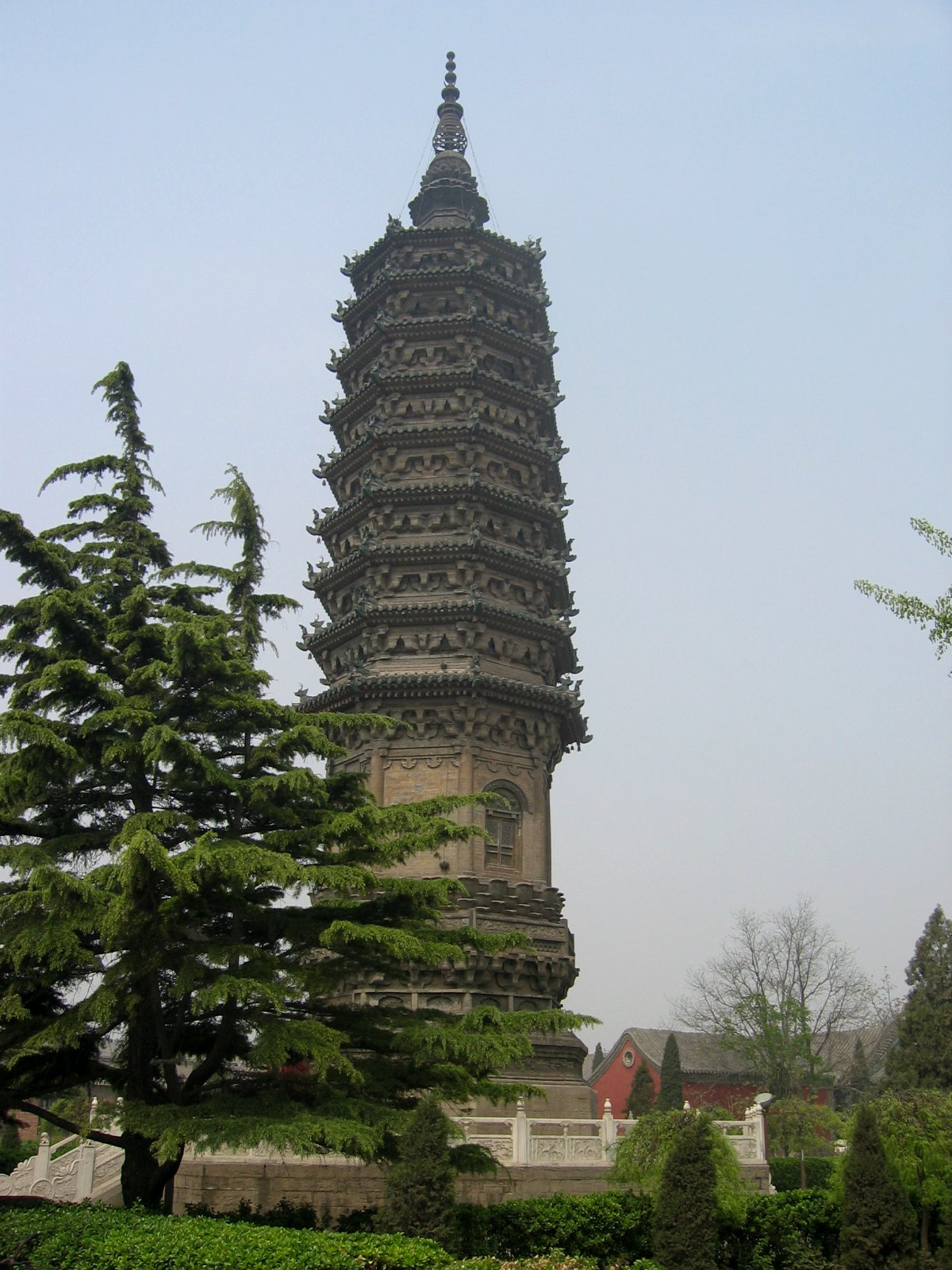
臨済寺澄霊塔（河北省正定県）
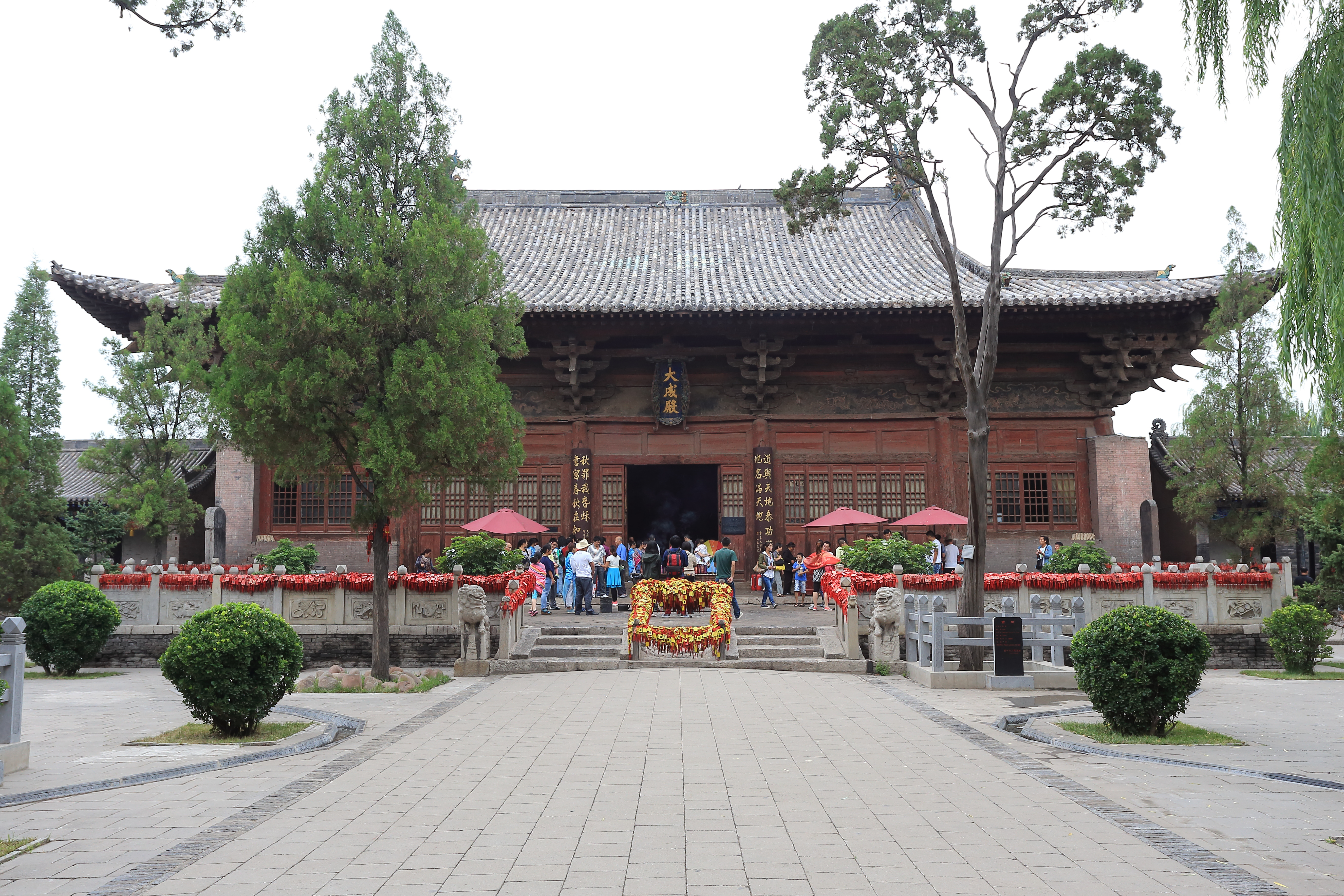
平遥文廟大成殿（山西省平遥県）
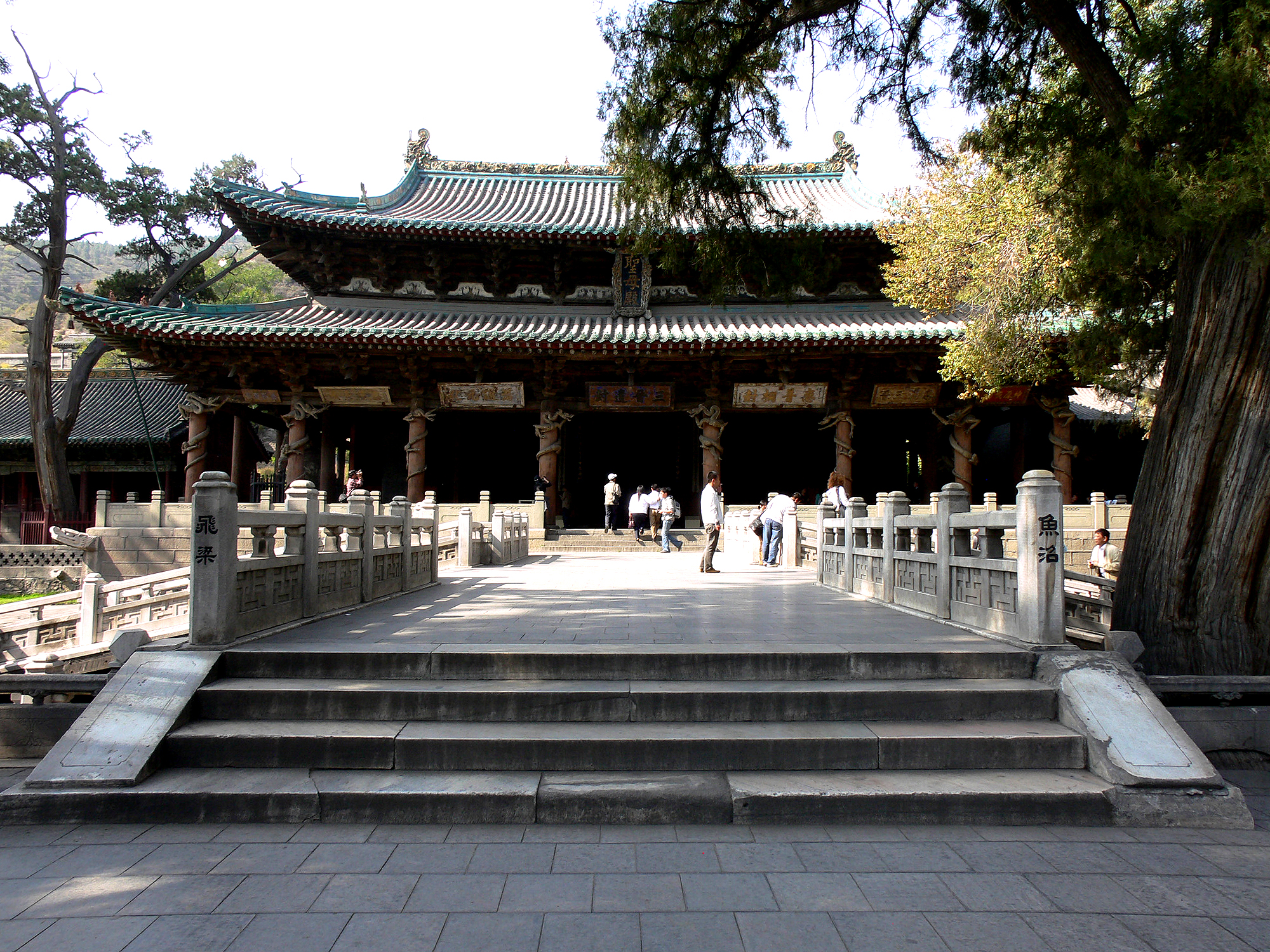
晋祠聖母殿（太原市）

### 美術・工芸・書画
陶磁器の生産については、鈞窯の濃い赤紫色の澱青釉や紫紅釉と呼ばれる釉薬のかけられた瓶子や盤の優品が作られた。河北省曲陽県にあった定窯の白磁も引き続き生産され、優れたものが多く見られる。北宋後期から金代にかけては型押しで施文した印花装飾がおこなわれた。定窯白磁は華北の磁器生産に大きな影響をあたえ、中原から東北・内蒙古にかけて数多くの模倣を生み出した。また、最大の民窯であった磁州窯で中国陶磁史上初めて上絵付けによる五彩（色絵）が作られたのも金代のことといわれる。磁州窯系では、とりわけ陶枕において絵画的意匠がさかんに取り入れられている。
書画では、金皇帝の章宗が文人として傑出した存在であり、北宋の徽宗風の痩金体による書を能くした。作品に「伝顧愷之女史箴図鑑」の女史箴がある。章宗は、党懐英、王庭筠、趙秉文などの文人を重用して文化振興に努めた。王庭筠は詩文書画を能くし、その才能を愛した章宗によって翰林修撰に取り立てられ、宮中の書画の品評にもあたった。

金代美術
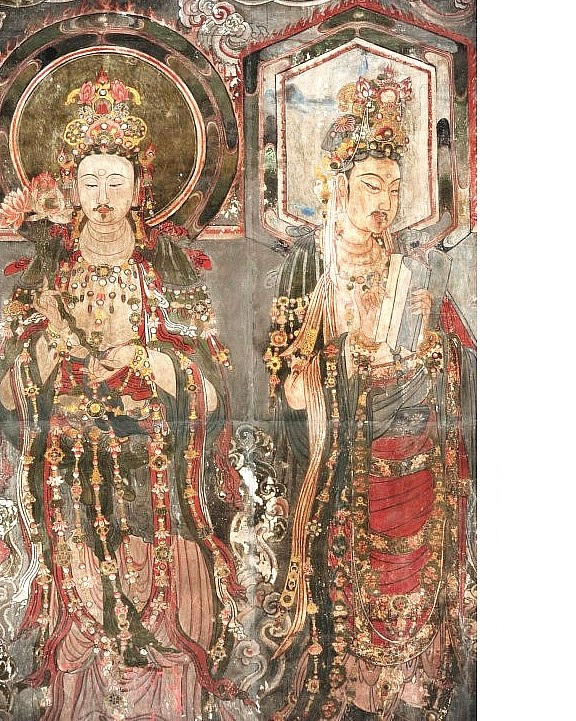
金代の崇福寺壁画
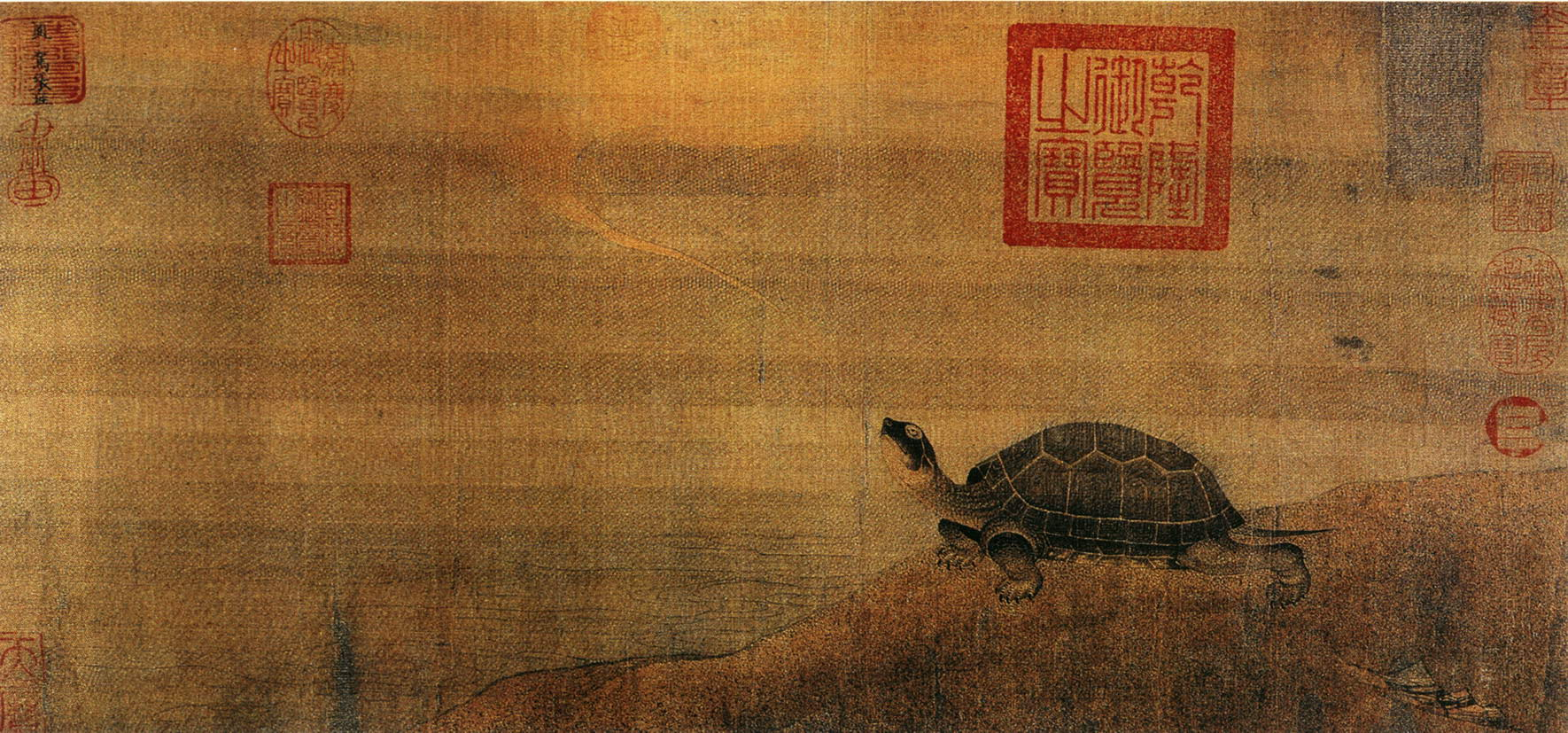
張珪『神亀図』（1156-1161）
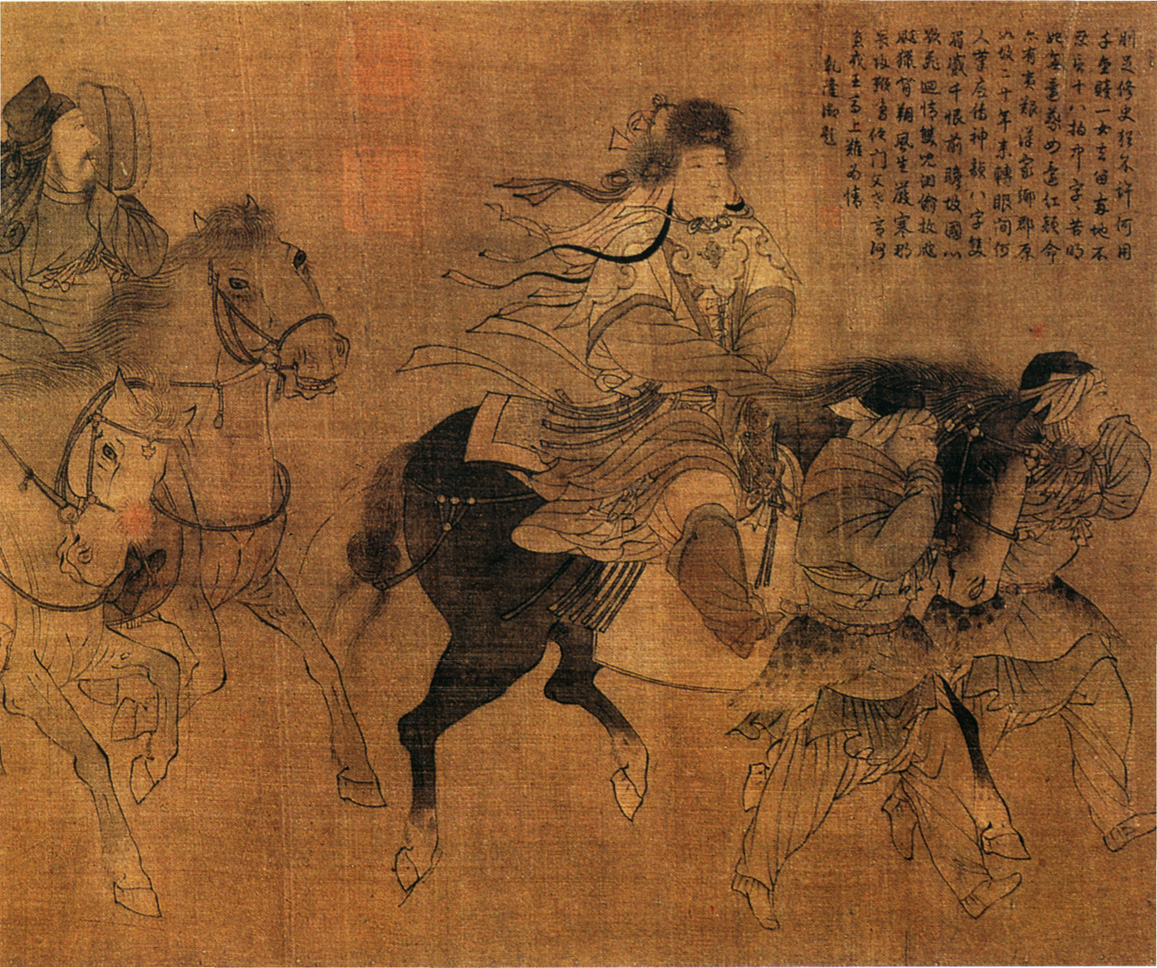
張瑀『文姫帰漢図』（1200年頃）：女真族のファッションで描かれた蔡文姫[注釈 35]
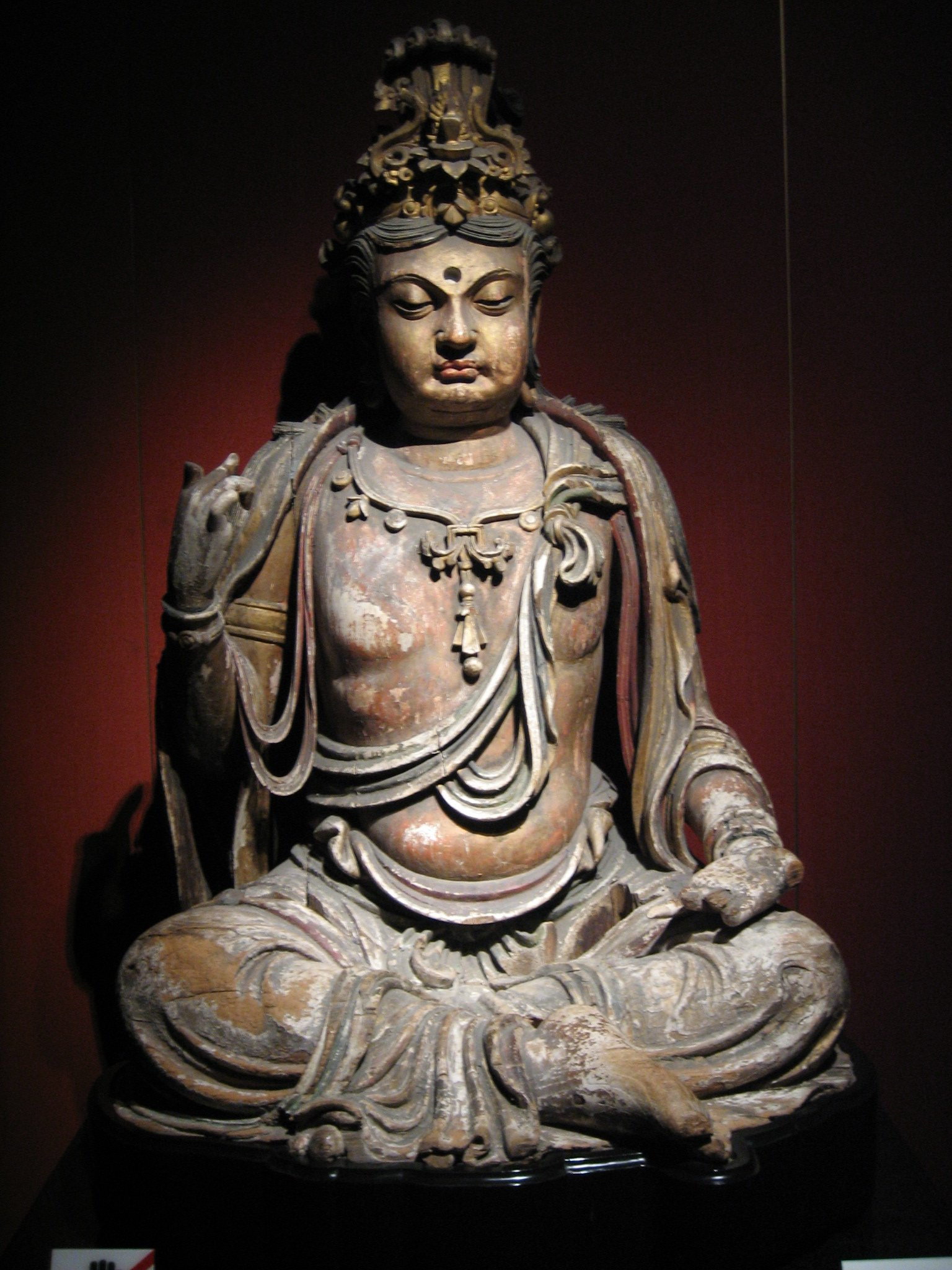
金代菩薩漆金彩木像（上海博物館）
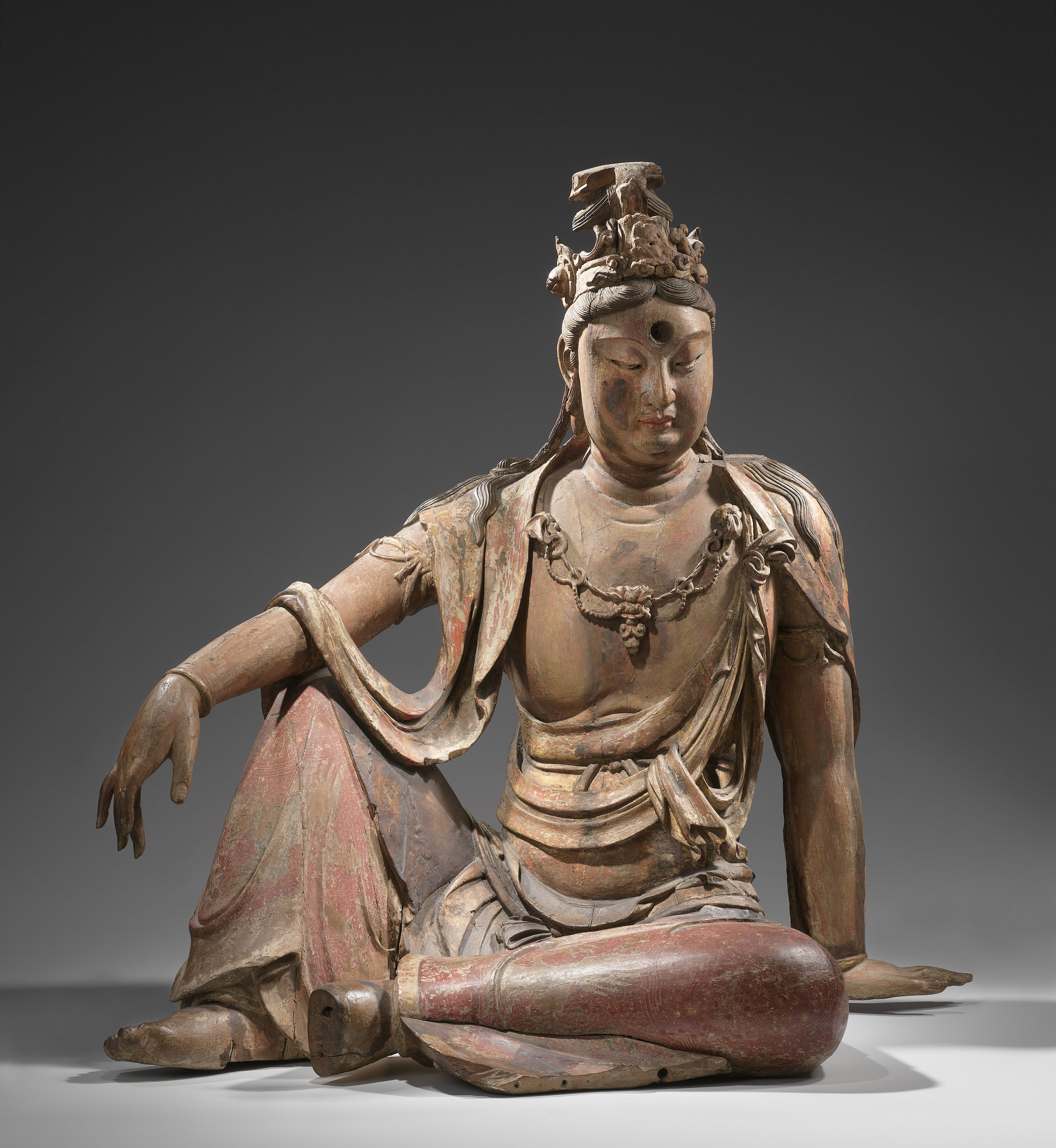
金代観音菩薩木像（アムステルダム国立美術館）
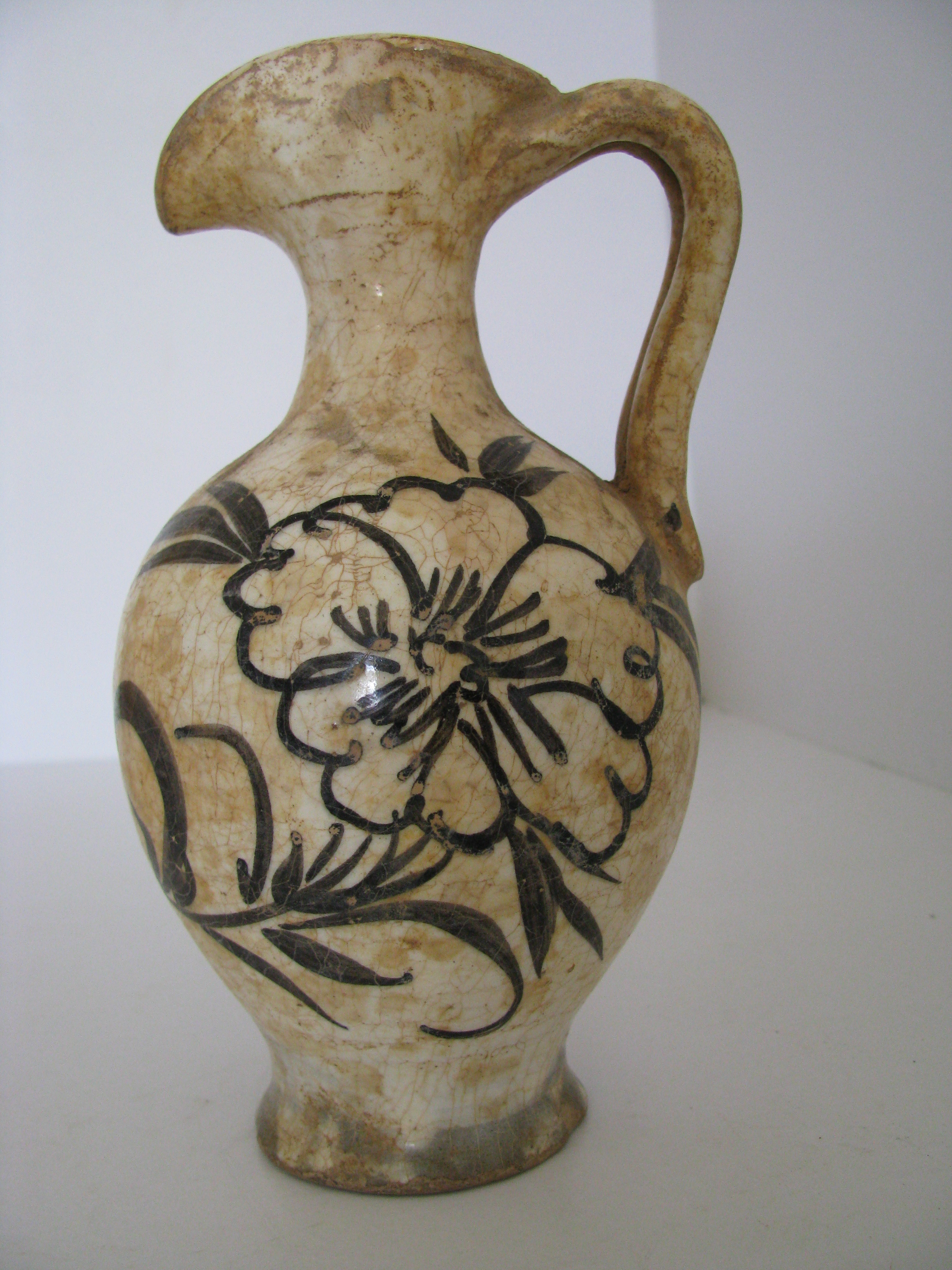
金代白磁水注
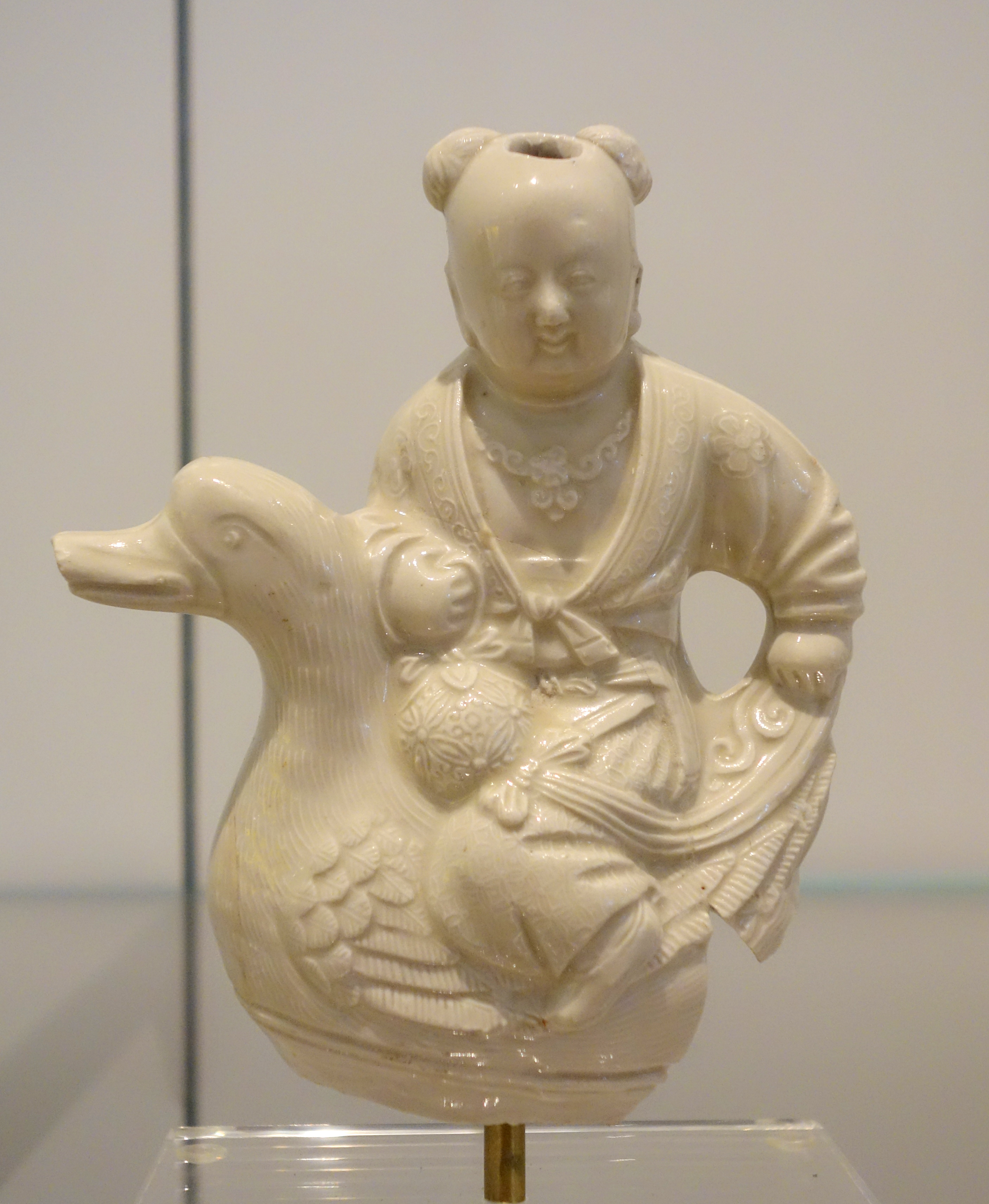
金代白磁（定窯）
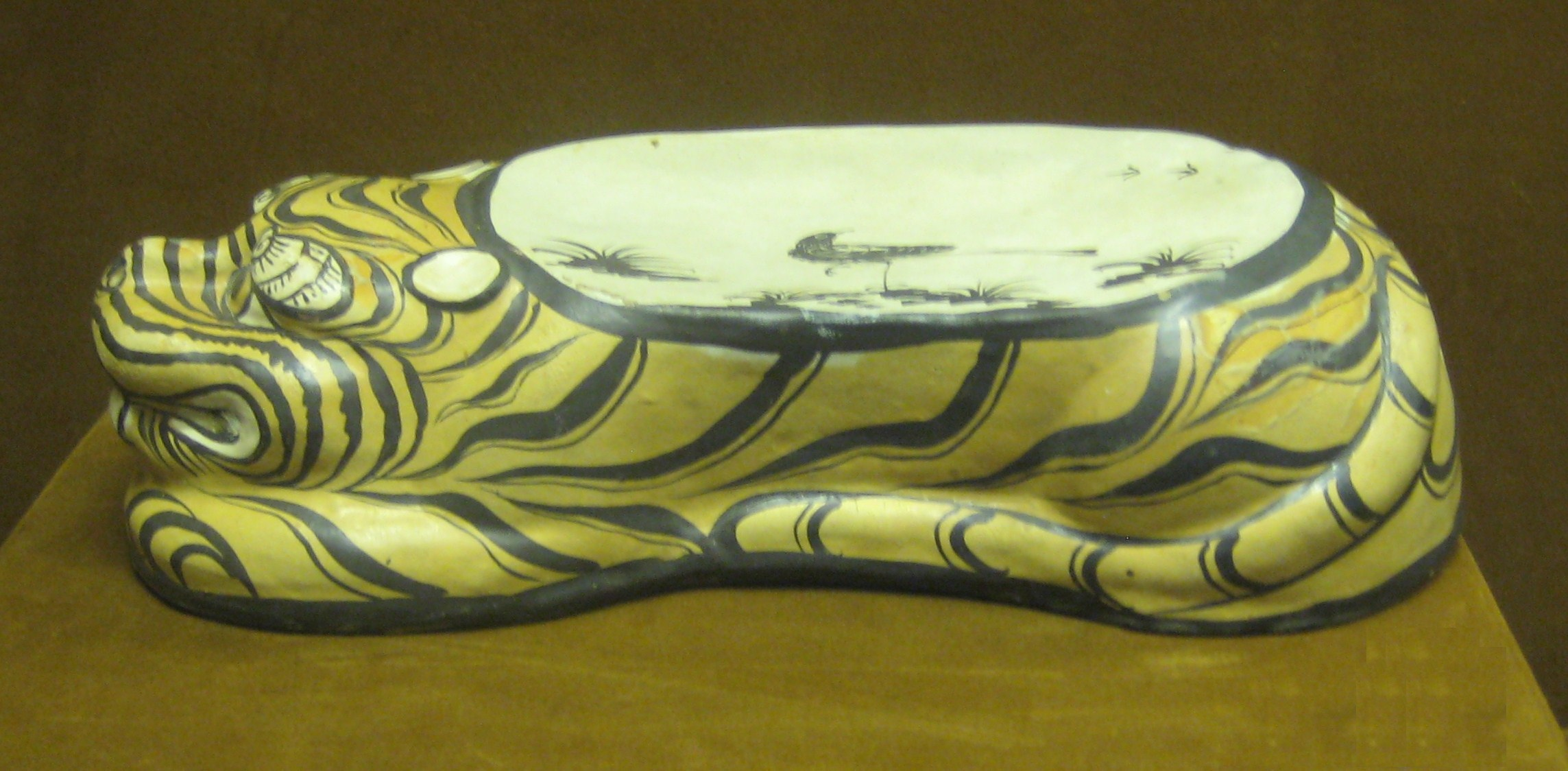
金代の白地鉄絵褐彩虎形陶枕（磁州窯）
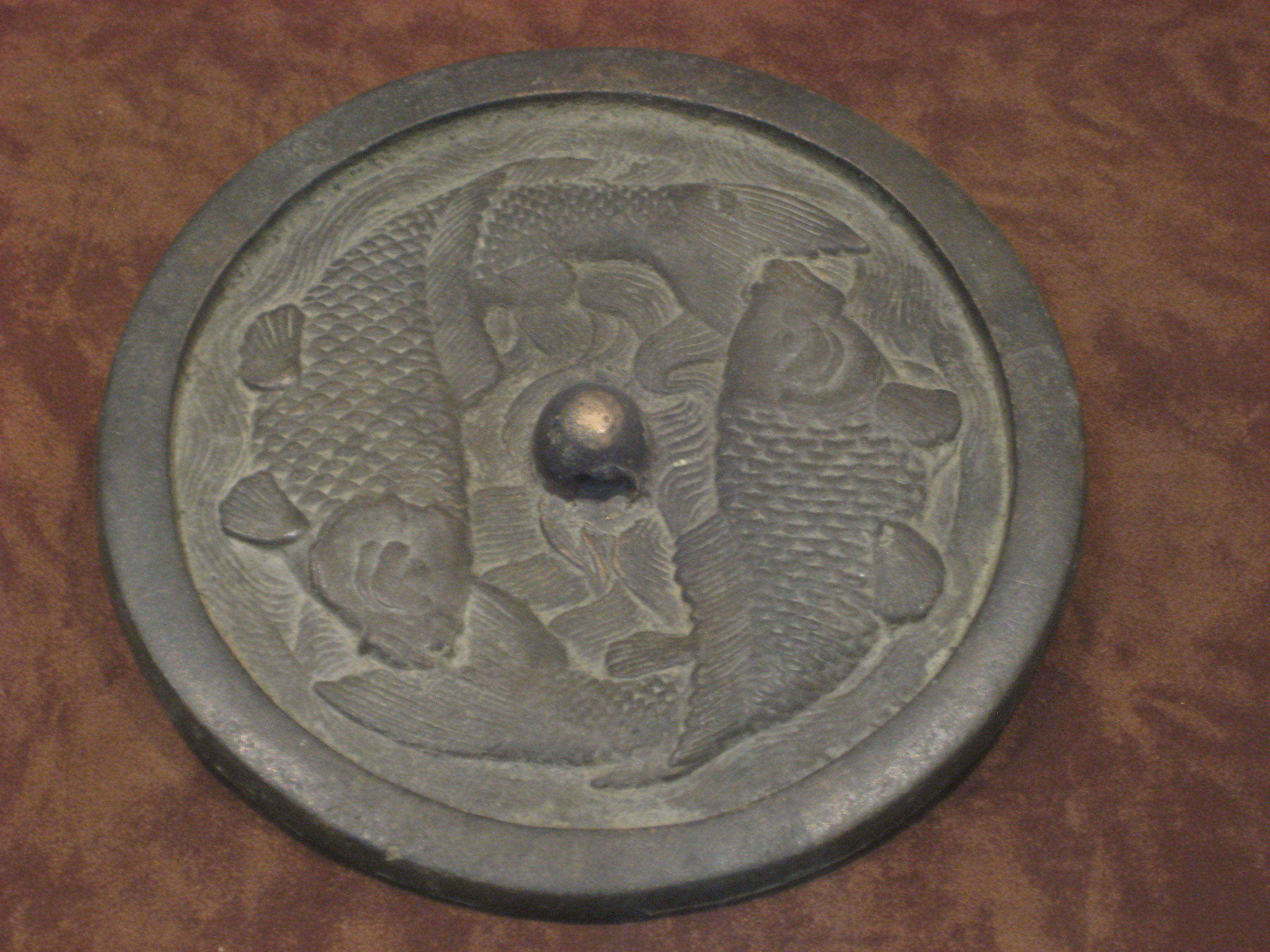
金代の双魚文銅鏡
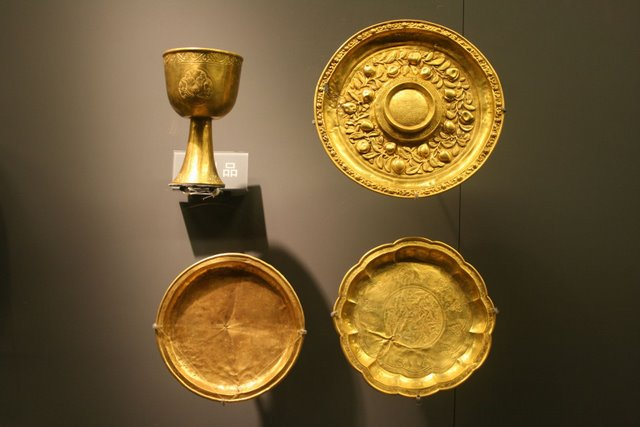
金代の黄金製品
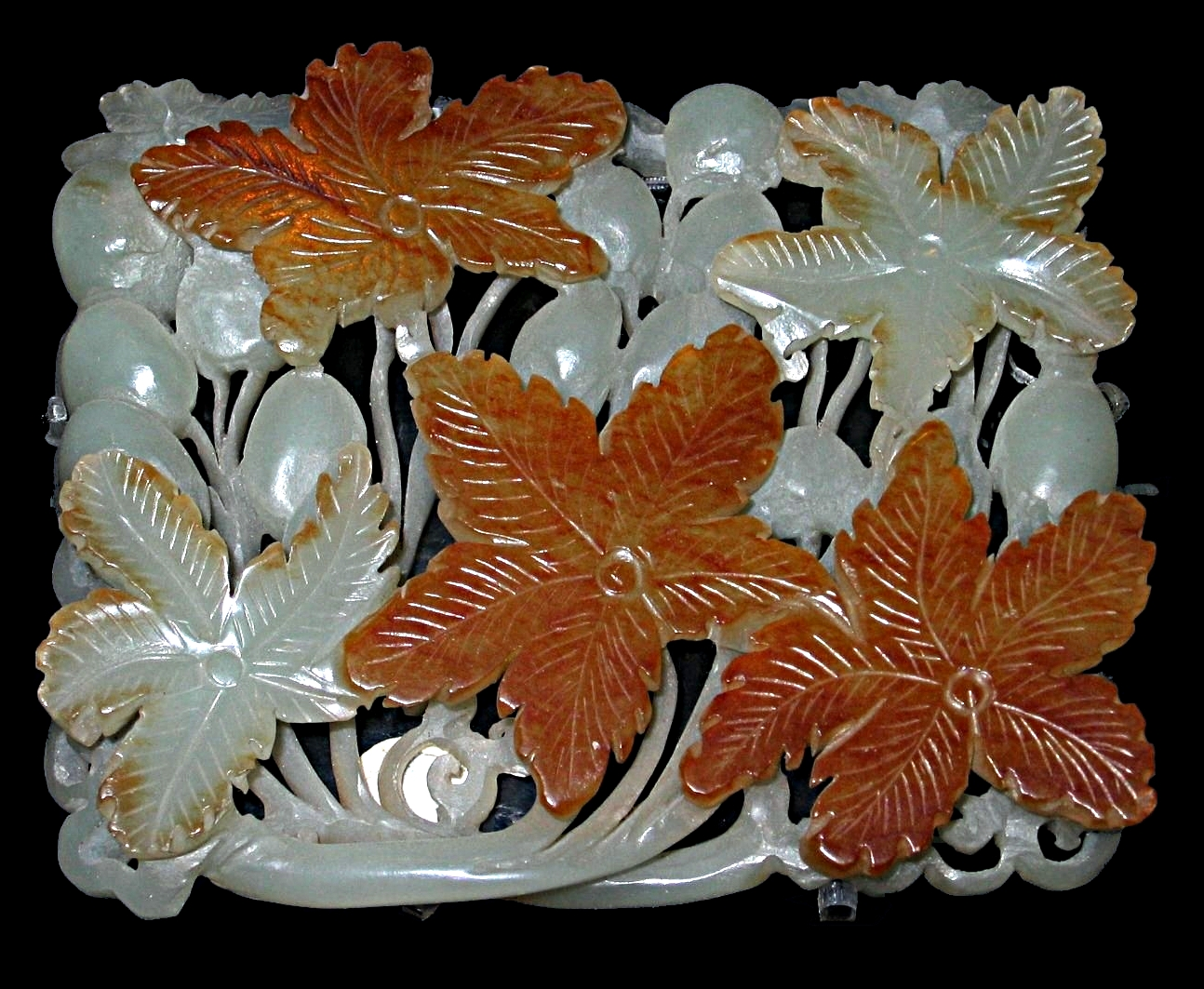
金代の翡翠装飾

## 金の元号
1. 収国（1115年 - 1116年）
2. 天輔（1117年 - 1123年）
3. 天会（1123年 - 1137年）
4. 天眷（1138年 - 1140年）
5. 皇統（1141年 - 1149年）
6. 天徳（1149年 - 1153年）
7. 貞元（1153年 - 1156年）
8. 正隆（1156年 - 1161年）
9. 大定（1161年 - 1189年）
10. 明昌（1190年 - 1196年）
11. 承安（1196年 - 1200年）
12. 泰和（1201年 - 1208年）
13. 大安（1209年 - 1211年）
14. 崇慶（1212年 - 1213年）
15. 至寧（1213年）
16. 貞祐（1213年 - 1217年）
17. 興定（1217年 - 1222年）
18. 元光（1222年 - 1223年）
19. 正大（1224年 - 1231年）
20. 開興（1232年）
21. 天興（1232年 - 1234年）